# Arbat

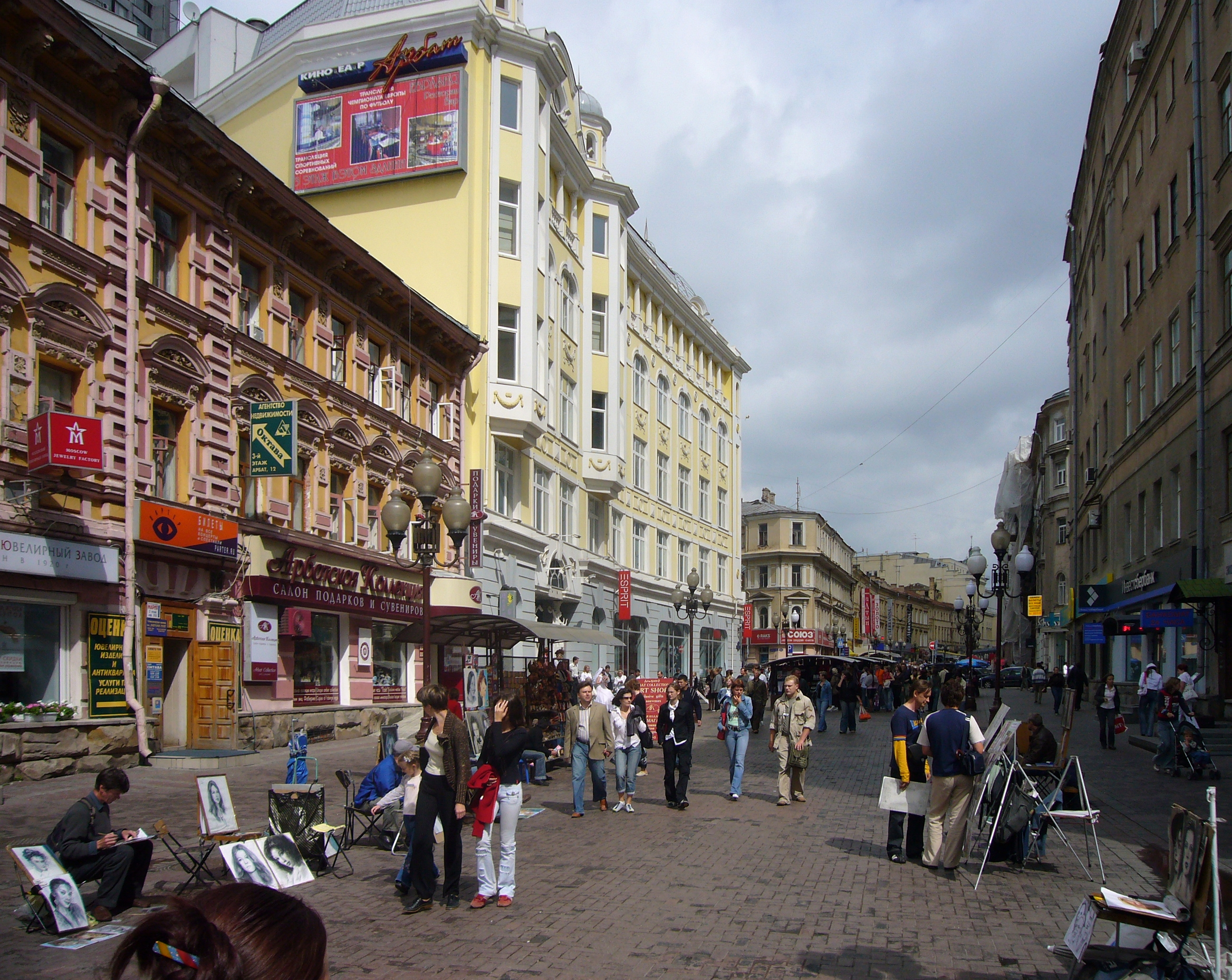
Der Arbat im Sommer…

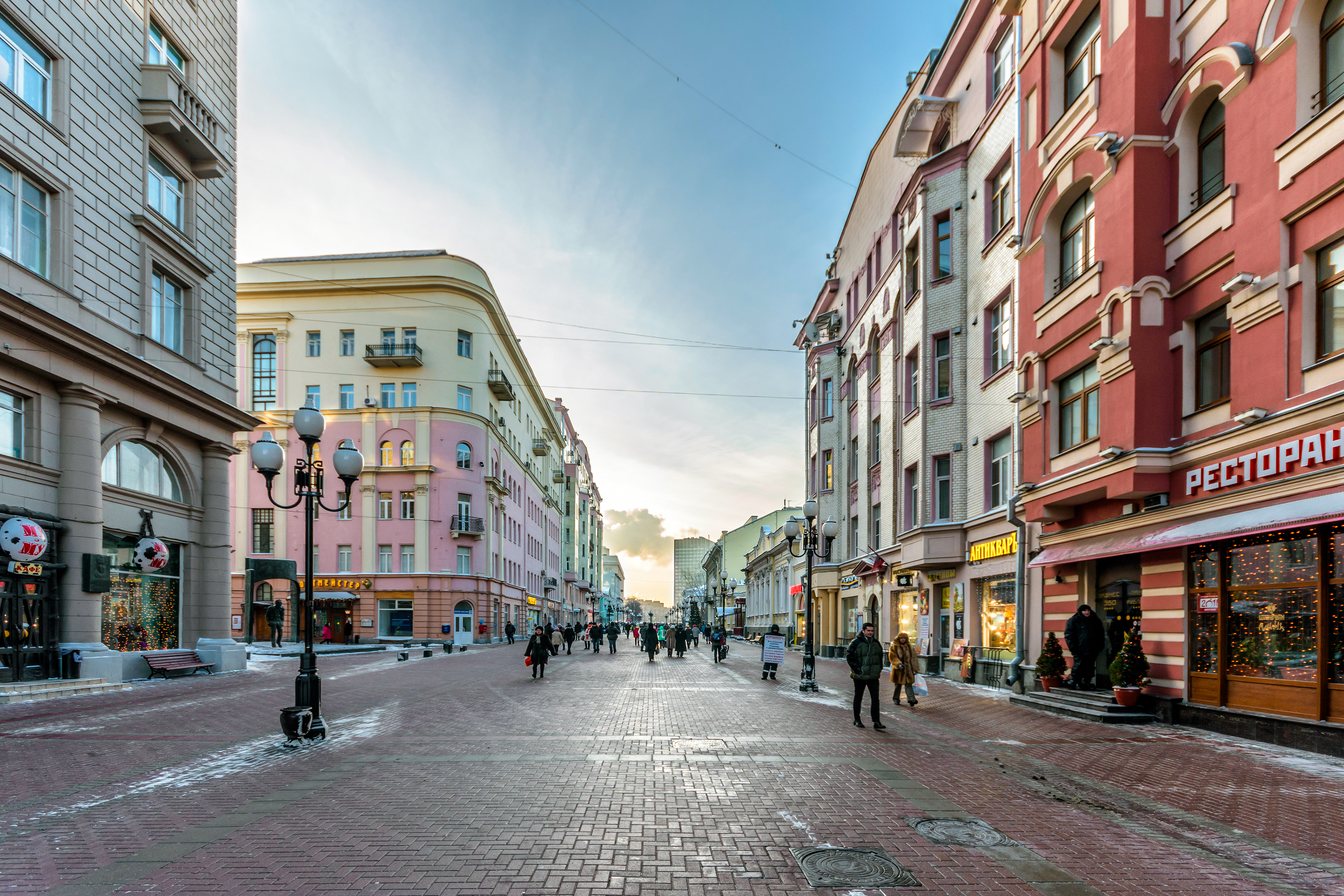
…und im Winter

Der Arbat (russisch Арба́тⓘ) ist eine etwa einen Kilometer lange Straße im historischen Zentrum von Moskau. Der Arbat besteht seit dem 15. Jahrhundert und gehört damit zu den ältesten bis heute erhaltenen Straßen der russischen Hauptstadt. Zusammen mit den umliegenden Vierteln bildet er den gleichnamigen Stadtteil.
Ursprünglich Teil eines strategisch wichtigen Verkehrsweges und große Handwerkersiedlung, wurde der Arbat im 19. und frühen 20. Jahrhundert vor allem als Wohnviertel des mittleren und kleineren Adels, der Künstler und der Akademiker bekannt. Auch heute gilt die Straße mit ihrer näheren Umgebung als belebtes Szeneviertel und bevorzugte Wohngegend. Aufgrund der Vielzahl historischer Bauten sowie berühmter Künstler, die hier gelebt und gewirkt hatten, stellt der Arbat zudem eine wichtige touristische Attraktion dar.

## Lage und Verlauf

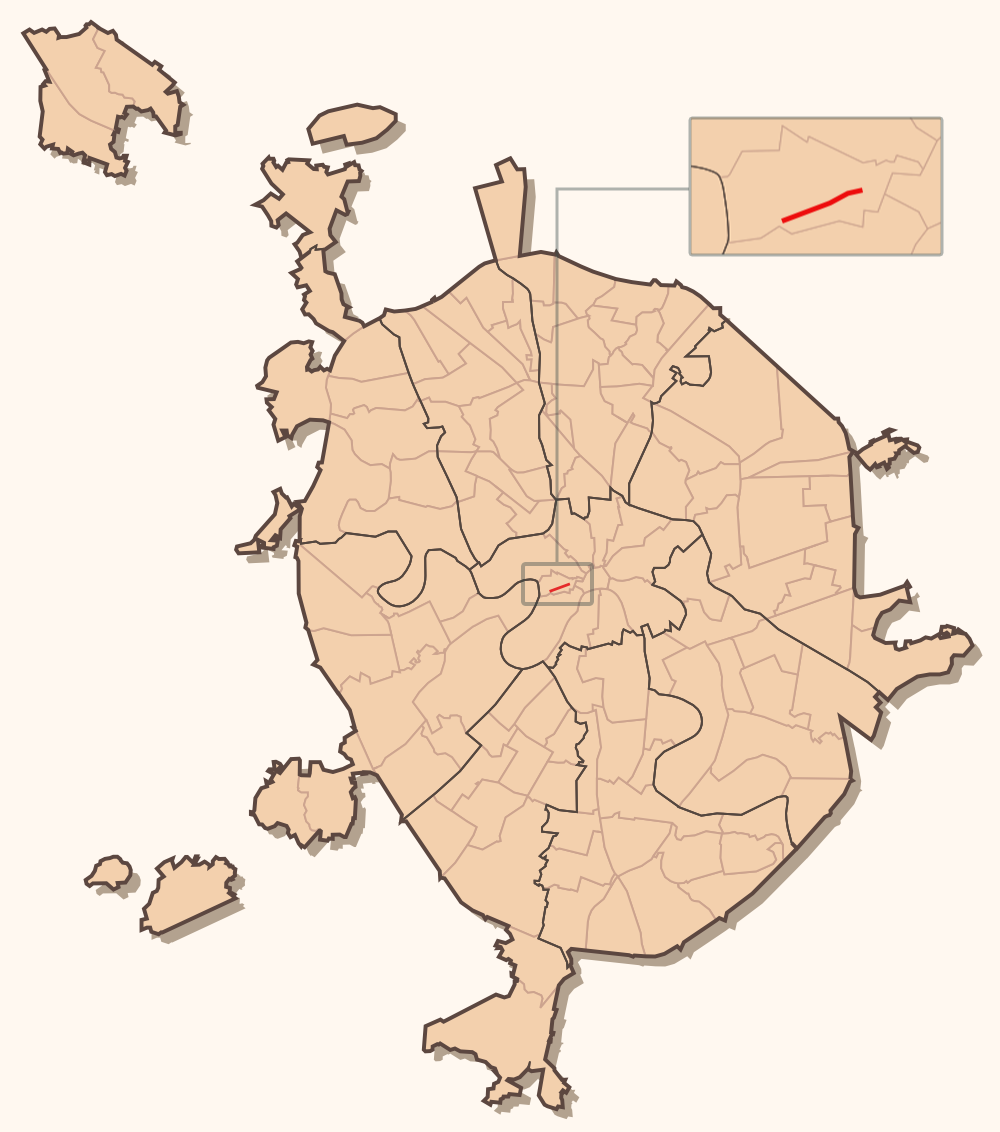
Lage des Arbat auf dem Moskauer Stadtplan

Der Arbat liegt mitten im historischen Moskauer Stadtkern. Er beginnt am Arbatskaja-Platz (Арбатская площадь), der sich wiederum etwa 800 Meter westlich der Mauern des Moskauer Kremls befindet und an dem sich der Boulevardring mit der nahe dem Kreml beginnenden Wosdwischenka-Straße (Улица Воздвиженка) kreuzt. Der unmittelbar an den Arbat angrenzende Teil dieses Platzes wird Arbat-Tor (Арбатские Ворота) genannt, da hier – genauer gesagt an der Stelle des heutigen Boulevardrings – vom Ende des 16. bis Ende des 18. Jahrhunderts eine Stadtmauer mit einem ihrer zehn Eingangstore verlief. Vom Arbatskaja-Platz aus verläuft der Arbat annähernd geradeaus in südwestliche Richtung und wird dabei von einem Dutzend Seitengassen gekreuzt, bis er schließlich am Smolenskaja-Platz (Смоленская площадь) endet, wo eine Kreuzung mit dem Gartenring besteht. Eine Fortsetzung des Arbat in westliche Richtung bildet die acht Fahrspuren breite Smolenskaja-Straße (Смоленская улица), die weiter westlich noch einmal ihren Namen wechselt und später in den Kutusow-Prospekt mündet, der schließlich hinter dem Autobahnring MKAD in die Fernstraße M 1 nach Smolensk, Minsk und weiter Richtung Warschau übergeht.

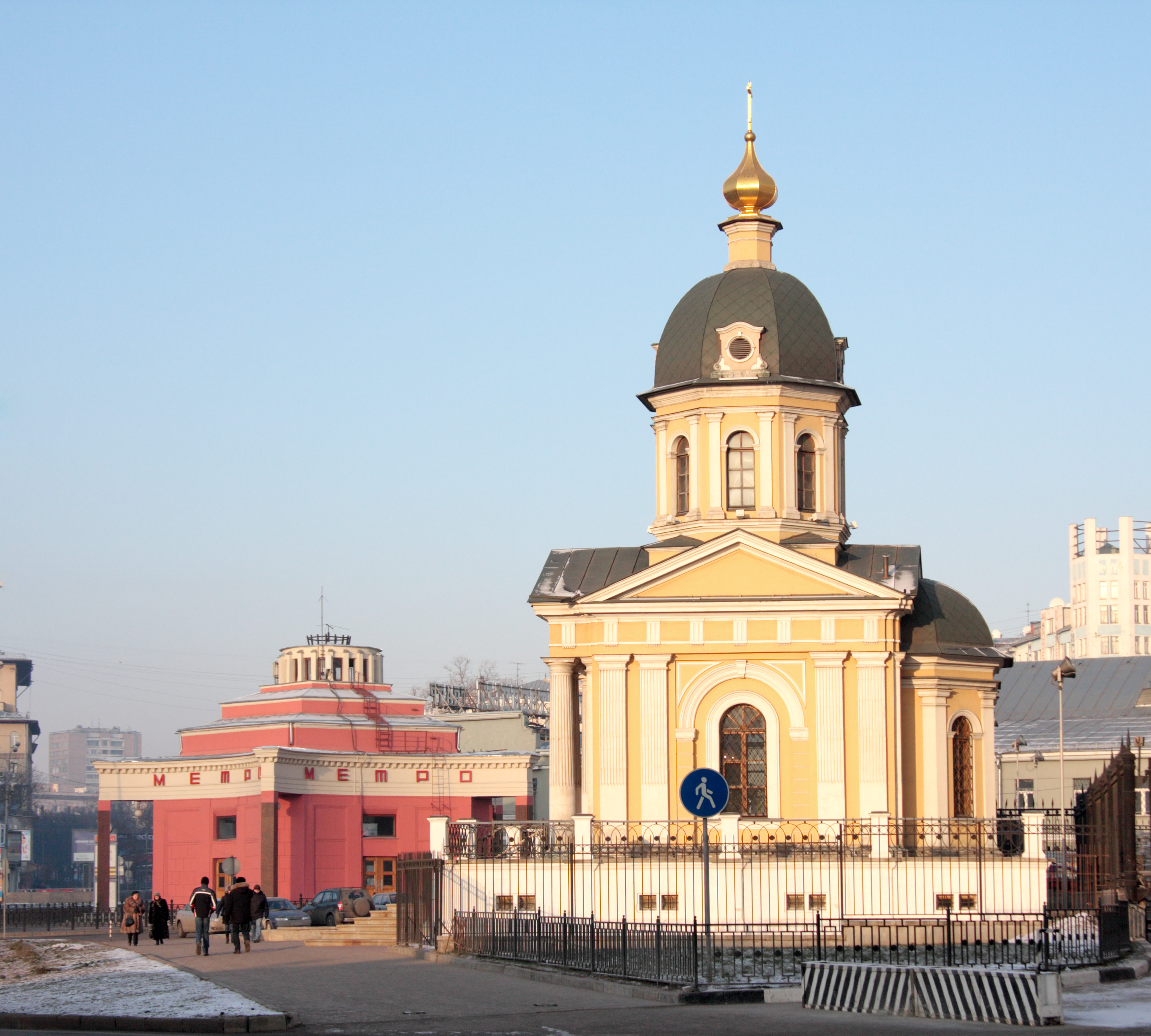
Der Arbatskaja-Platz: Rechts die 1997 erbaute Boris-und-Gleb-Kapelle, links das Eingangsgebäude der Metrostation Arbatskaja

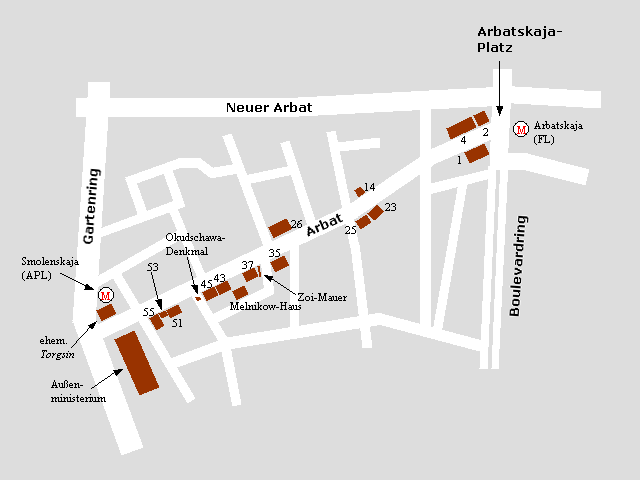
Plan des Arbat-Viertels mit ausgewählten Sehenswürdigkeiten

In unmittelbarer Nähe des Arbat befinden sich zwei Metrostationen: Die Station Arbatskaja der Filjowskaja-Linie liegt am Arbat-Tor, die Station Smolenskaja der Arbatsko-Pokrowskaja-Linie befindet sich an der östlichen Seite des Smolenskaja-Platzes nahe dem Ende des Arbat.
Während der Arbat bis Mitte des 20. Jahrhunderts Teil des Verkehrsweges vom Moskauer Kreml in Richtung Westen bildete, hat in den 1960er-Jahren der sogenannte Neue Arbat (Новый Арбат, ehemals Kalinin-Prospekt) diese Funktion übernommen. Hierbei handelt es sich um eine parallel zum Arbat verlaufende Schnellstraße ohne niveaugleiche Kreuzungen, mit seitlich angelegten, sehr breiten Fußgängerpromenaden und einer Vielzahl für die 1960er-Jahre charakteristischer Hochhäuser. Zwei Jahrzehnte später wurde auf dem Arbat der Autoverkehr vollständig eingestellt und die Straße Mitte der 1980er-Jahre zur ersten Fußgängerzone in Moskau umgebaut. Um eventuelle Verwechselungen mit dem Neuen Arbat zu vermeiden, wird der Arbat umgangssprachlich oft als Alter Arbat (Старый Арбат) bezeichnet.

## Geschichte

### Entstehung und Etymologie

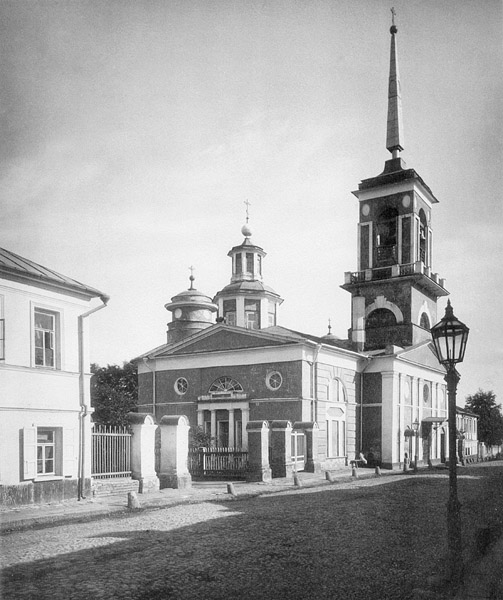
Die 1932 zerstörte Nikolaus-Kirche auf dem Sand in der Nähe des heutigen Arbat wurde 1635 errichtet, nachdem mehrere hölzerne Vorgängerbauten abgebrannt waren.

Der Arbat ist eine der ältesten bis heute erhaltenen Straßen Moskaus. Wann genau er entstanden ist, ist nicht überliefert, bekannt ist lediglich, dass die erste urkundliche Erwähnung des Arbat vom 28. Juli 1493 stammt. An jenem Tag kam es in einem nahe gelegenen Kirchengebäude, der hölzernen Nikolaus-Kirche auf dem Sand (Церковь Николы на Песках), zu einem Brand, der sich rasch in ganz Moskau ausbreitete und große Teile der damals vornehmlich aus Holz gebauten Stadt verwüstete.
Die ursprüngliche Bedeutung des Toponyms Arbat ist nicht bekannt, es gibt verschiedene Hypothesen, wie das Wort entstanden sein könnte:
- Die wohl am weitesten verbreitete Version besagt, dass der Name vom arabischen Wort arbad stamme, das so viel wie „Vorstadt“ oder „Außenbezirk“ bedeute. Der Grund hierfür sei, dass die Straße und die umliegenden Viertel vor dem 16. Jahrhundert in der Tat zur Moskauer Vorstadt gehörten, während als eigentliche Stadt der Kreml galt. Uneinigkeit besteht jedoch darüber, warum ausgerechnet ein Wort aus dem Arabischen übernommen worden sein soll. Einige Stadthistoriker bringen dies mit den häufigen Feldzügen der Krimtataren gegen Moskau im 15. und 16. Jahrhundert in Verbindung, sowie mit der Tatsache, dass eine Vielzahl arabischer Wörter Eingang in die Turksprachen (und damit auch in das Tatarische) fand.[2]

- Eine weitere Hypothese verbindet das Wort Arbat mit dem tatarischen Wort Arba – „Karre“ – und erklärt dies entweder mit der ehemaligen Bedeutung der Straße als Handelsweg, den zahlreiche Kaufleute, auch aus dem Osten, mit ihren vollgeladenen Karren entlang gezogen waren, oder mit der möglichen Existenz eines Handwerksbetriebes in der Nähe, der solche Karren produziert hatte.

- Im 19. Jahrhundert vermutete der Historiker und Archäologe Iwan Sabelin einen rein russischen Ursprung des Straßennamens. Demnach stamme Arbat vom Adjektiv Gorbat – „buckelig“, was mit der unebenen Moskauer Topografie zusammenhängen könne.[3] Diese Version wird jedoch meist bestritten, da gerade die Arbat-Gegend für Moskauer Verhältnisse ungewöhnlich flach ist.

Ein orientalischer Ursprung des Namens Arbat wird somit im Allgemeinen für wesentlich wahrscheinlicher angesehen als ein russischer. Dafür spricht auch die Existenz der bereits seit dem 16. Jahrhundert bekannten Arbatskaja-Straße (Арбатская улица) in der 100 km südöstlich von Moskau gelegenen Stadt Kolomna. Da letzteres zu jener Zeit oft von Tataren überfallen wurde, liegt die Vermutung nahe, dass diese Straße ihren Namen gerade ihnen zu verdanken hat.

### Der Arbat als Handelsweg und Handwerkersiedlung
Schon im 15. Jahrhundert war der Arbat Teil eines Weges, der Moskau – damals also vor allem den Kreml – mit dem westlichen Teil Moskowiens und über Polen auch mit Teilen des europäischen Auslands verband. Dies begünstigte eine massenhafte Ansiedlung handwerklicher Betriebe im Bereich der Straße, die ihre Produktion dank der verkehrstechnisch günstigen Lage schnell absetzen konnten. An diese Zeiten erinnern bis heute die Namen mehrerer an den Arbat angrenzenden Gassen, darunter die heutige Plotnikow-Gasse (Плотников переулок, wörtlich „Zimmermanngasse“) oder die Serebrjany-Gasse (Серебряный переулок, „Silbergasse“). Neben Handwerksbetrieben gab es auf dem Arbat jener Zeit eine Vielzahl von Kirchen sowie einige Häuser von Kaufleuten und Geistlichen.
Zur Herrschaftszeit Iwan des Schrecklichen hatte der Arbat auch eine weniger rühmliche Bedeutung: Hier in der Nähe wurde ein Palast errichtet, welcher der berüchtigten Leibgarde des Zaren, der Opritschnina, als Hauptsitz diente und von dem aus unter anderem Massenhinrichtungen und Folterungen mutmaßlicher Hochverräter befehligt wurden. Dazu heißt es im Historienroman Iwan der Schreckliche von Alexei K. Tolstoi: „Die Nachricht von den schrecklichen Vorbereitungen hatte sich in ganz Moskau verbreitet, und überall herrschte bald Totenstille. Die Läden wurden geschlossen, niemand zeigte sich auf den Straßen, und nur von Zeit zu Zeit vernahm man das Galoppieren der Boten des Zaren, der in seinem Lieblingspalast im Arbat abgestiegen war.“
Nach dem Tod Iwan des Schrecklichen und der Abschaffung der Opritschnina wuchs die Bedeutung des Arbat als Verkehrs- und Handelsweg ab Ende des 16. Jahrhunderts wieder. Dies begünstigte nicht nur die Ansiedelung von Handwerkern, denn zu dieser Zeit war die Gegend keine Vorstadt mehr, sondern ein untrennbarer Bestandteil der alten Zarenhauptstadt und gewissermaßen eines ihrer Eingangstore. Nicht nur Kaufleute zogen hier entlang, sondern auch die Zaren, ihre Gesandten, Gefolgsleute und Soldaten, aber auch ausländische Invasoren auf ihrem Weg in den Kreml ebenso wie auf ihrem Rückzug. Immer wieder zeichnete sich der Arbat als ein wichtiger Verteidigungsvorposten des Kremls aus. So versetzte am östlichen Ende der Straße das Freiwilligenheer des Fürsten Dmitri Poscharski im August 1612 den Truppen des polnisch-litauischen Feldherrn Jan Karol Chodkiewicz einen entscheidenden Schlag. Im 16. und 17. Jahrhundert ließ die Staatsmacht zwecks besseren Schutzes für den Kreml drei Strelizenregimenter auf dem Arbat ansiedeln.

### 18. und 19. Jahrhundert
Mit zunehmender Ausdehnung Moskaus wurde der Arbat spätestens im 18. Jahrhundert Bestandteil dessen Stadtzentrums und aus diesem Grund mehr und mehr zum Standort nobler Wohnhäuser. Nachdem noch im Jahre 1736 etwa die Hälfte der Straße abermals ausbrannte, war sie in der zweiten Hälfte des Jahrhunderts bereits so stark von prunkvollen Adelssitzen geprägt, dass sie gelegentlich als „Moskauer Saint-Germain“ bezeichnet wurde. 1793 gehörten 33 von insgesamt 56 Häusern auf dem Arbat Adligen und Staatsdienern. Unter den Adelsfamilien, die sich auf dem und rund um den Arbat ihre Wohnsitze hatten errichten lassen, waren bekannte Namen wie Tolstoi, Gagarin, Kropotkin, Golizyn und Scheremetew vertreten. Dabei galt die Gegend trotz ihrer Nähe zum Kreml und der Repräsentativität als eher ruhig und beschaulich, wenn nicht gar ländlich. Manufakturen gab es hier kaum, und auch der Handel war im Vergleich zu anderen Moskauer Vierteln eher schwach vertreten.

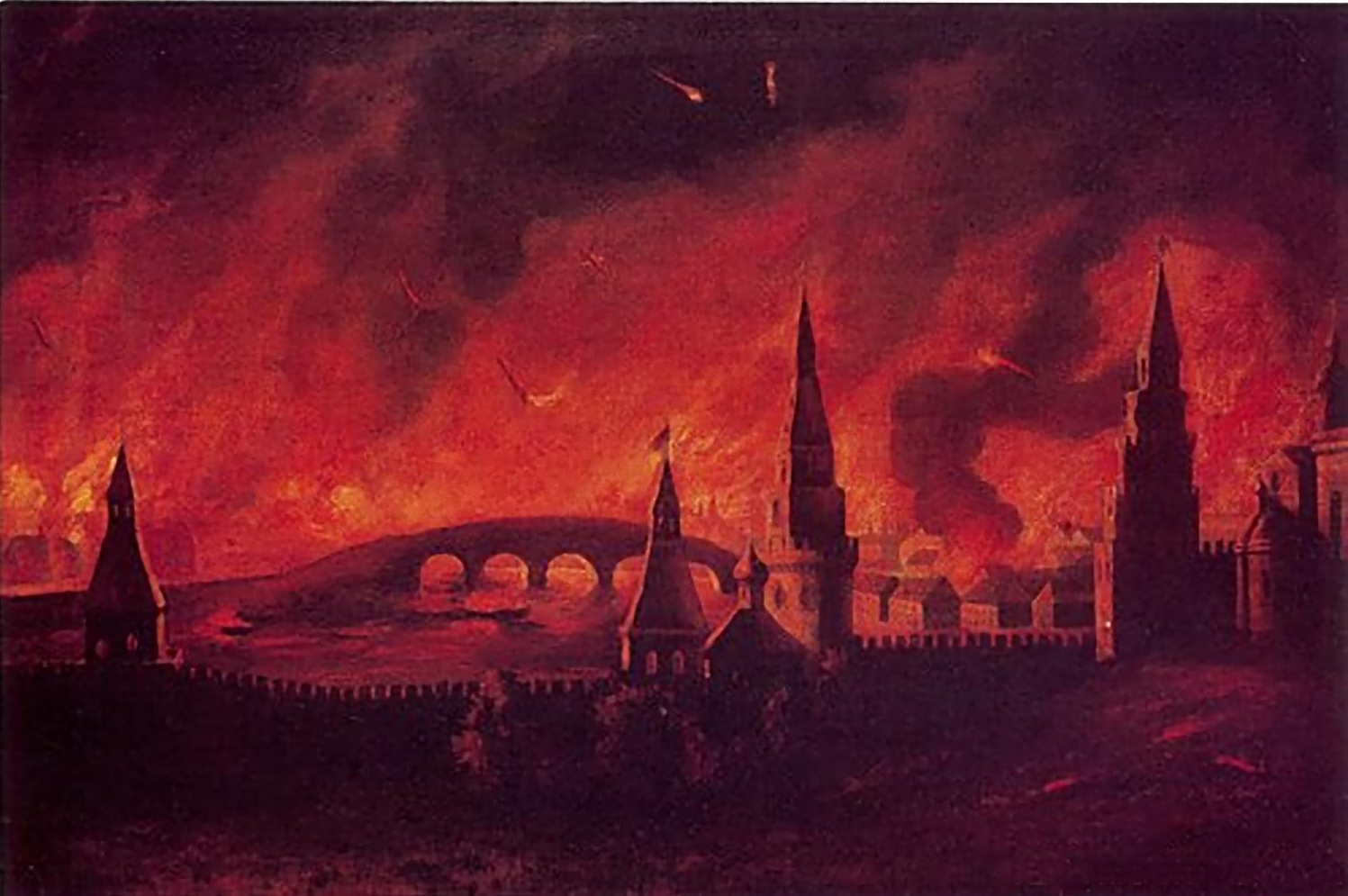
Ein Bild des Moskauer Großbrandes von 1812

Gleichwohl diente der Arbat unvermindert als die wichtigste Moskauer Ein- und Ausfallstraße in Richtung Westen. Während des Kriegs gegen Napoleon 1812 zogen hier französische Truppen um Joachim Murat auf ihrem Weg in Richtung Kreml, was der Schriftsteller Leo Tolstoi fünf Jahrzehnte später in seinem Historienepos Krieg und Frieden erwähnte (siehe hierzu auch den Abschnitt über die ehemalige Nikolaus-Erscheiner-Kirche).
Der im erbitterten Kampf um Moskau 1812 gelegte Großbrand, der große Teile der damals noch vorwiegend hölzernen Stadt zerstörte, hinterließ auch auf dem Arbat eine Schneise der Verwüstung. Mit dem regen Wiederaufbau Moskaus in den 1810er-Jahren begann sich aber schon bald das bis heute bestehende Stadtbild des Arbat allmählich zu formen. Waren im frühen 19. Jahrhundert noch vorwiegend Empire-Häuser für diese Gegend dominierend – einige von ihnen stehen bis heute – setzte sich gegen Ende selbigen Jahrhunderts zunehmend der Jugendstil durch, der vielfach bei der Errichtung edler Mietshäuser angewandt wurde. Von solchen Mietshäusern, die mit ihren zum Teil sechs bis sieben Stockwerken eine für damalige Moskauer Verhältnisse ungewöhnliche Höhe erreichten und die bei ihrem Bau mit für ihre Zeit moderner Technik ausgestattet wurden, sind heute auf dem Arbat noch rund ein Dutzend anzutreffen. Sie alle wurden Ende des 20. oder Anfang des 21. Jahrhunderts gründlich saniert und beherbergen heute vornehme Eigentumswohnungen oder Büroräume.

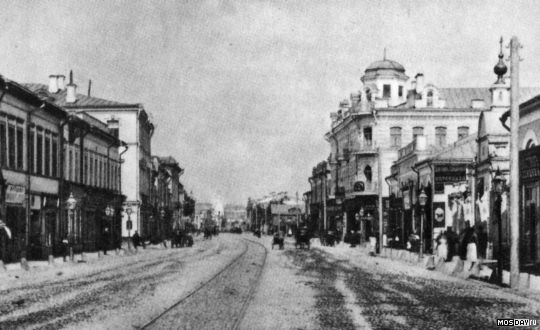
Der Arbat um 1882 mit den Schienen der Pferdebahn

Gleichzeitig kam es in der zweiten Hälfte des 19. Jahrhunderts zu einem Wandel des Arbat vom reinen Nobelviertel zu einer beliebten Künstlerwohngegend. Die Ursache für diesen Wandel bestand vor allem darin, dass eine Vielzahl jener Dichter, Denker, Musiker oder Schauspieler, die das geistige Leben des damaligen Russland maßgeblich mitgeprägt hatten, aus mittlerem und kleinerem, teilweise verarmtem Adel abstammte. Gerade rund um den Arbat formte sich zu jener Zeit die sogenannte Intelligenzija Moskaus, die vornehmlich aus jungen, gebildeten Adligen bestand, denen häufig eine gesellschaftskritische Gesinnung nicht fremd war. Zugleich verlor der Arbat zunehmend seine einstige Noblesse: Die reichsten Adligen, die es geschafft hatten, eine lukrative Karriere im Staatsdienst zu machen, zogen neue prunkvolle Viertel rund um den Kreml und die Twerskaja-Straße dem ländlich anmutenden Arbat vor. So wurde dieser um die Jahrhundertwende zu einem von der gehobenen, meist gebildeten Mittelschicht geprägten Stadtviertel. Neben Künstlern war der Arbat zu jener Zeit vor allem bei Akademikern, unter anderem bei Ärzten und Juristen, als Wohn- und Arbeitsort beliebt.

### 20. Jahrhundert und Gegenwart

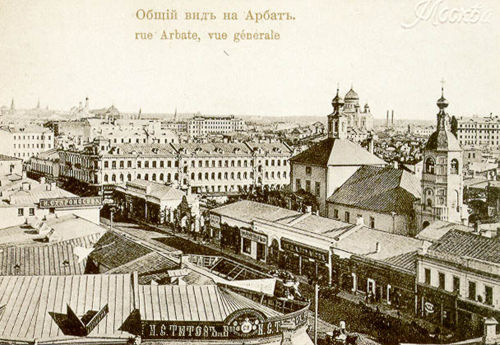
Eine Postkarte vom Anfang des 20. Jahrhunderts mit Aussicht auf den Arbat

In den ersten zwei Jahrzehnten des 20. Jahrhunderts entstanden auf dem Arbat besonders viele für die damalige Zeit hohe und komfortabel ausgestattete Mietshäuser, die das Straßenbild teilweise bis heute prägen. Sie wurden damals vor allem von wohlhabenden Akademikern, vereinzelt auch von Künstlern, bewohnt. Verkehrstechnisch wurde der Arbat in der ersten Hälfte des Jahrhunderts ebenfalls immer weiter erschlossen: 1904 fuhr erstmals eine elektrische Straßenbahn auf dem Arbat, drei Jahrzehnte später wurde sie durch eine Oberleitungsbuslinie abgelöst; dabei wurde der bisherige Belag aus Kopfsteinpflaster erstmals durch Asphalt ersetzt. 1935 entstand außerdem am Arbatskaja-Platz eine der ersten Metrostationen Moskaus. Dass der Arbat weiterhin Teil des Moskau-Smolensker Verkehrsweges war, begünstigte den Handel und machte ihn zu einer belebten Einkaufsstraße mit einer Vielzahl namhafter Läden. Besonders geschäftig ging es Anfang des 20. Jahrhunderts nahe dem westlichen Straßenende zu, wo es am heutigen Smolenskaja-Platz einen großen Bauernmarkt (den sogenannten Smolensker Markt, Смоленский рынок) gab. Zudem wurde 1899 wenige Hundert Meter weiter westlich davon der Kiewer Bahnhof erbaut, was den Zustrom von Händlern aus der Ukraine und Südosteuropa nach Moskau über den Arbat zusätzlich verstärkte.
Obgleich nach der Oktoberrevolution 1917 alle Hausbesitzer auf dem Arbat, wie auch andernorts in Russland, von den neuen bolschewistischen Machthabern enteignet und deren Häuser verstaatlicht wurden, verlor die Straße noch lange nicht ihren Ruf eines Künstlerviertels. Eine solche Entwicklung setzte jedoch allmählich in den 1920er-Jahren ein, als der Wohnraum in Moskau aufgrund der massenhaften Landflucht dieser Jahre äußerst knapp wurde und aus den ehemaligen Mietshauswohnungen sogenannte Kommunalkas, also mit jeweils mehreren Familien belegte Gemeinschaftswohnungen, gebildet wurden. Zunehmend diente das Stadtviertel aber auch hochrangigen Funktionären der Kommunistischen Partei als Wohngegend. Das ist bis heute der Grund für die Vielzahl schmuckloser Wohnhäuser in den Seitenstraßen des Arbat, denen teilweise historisch wertvolle Bauten weichen mussten. Für zugereiste Funktionäre wurde in Arbat-Nähe zudem extra ein Luxushotel erbaut, das bis heute existente Arbat-Hotel (Гостиница Арбат) in der Plotnikow-Gasse.

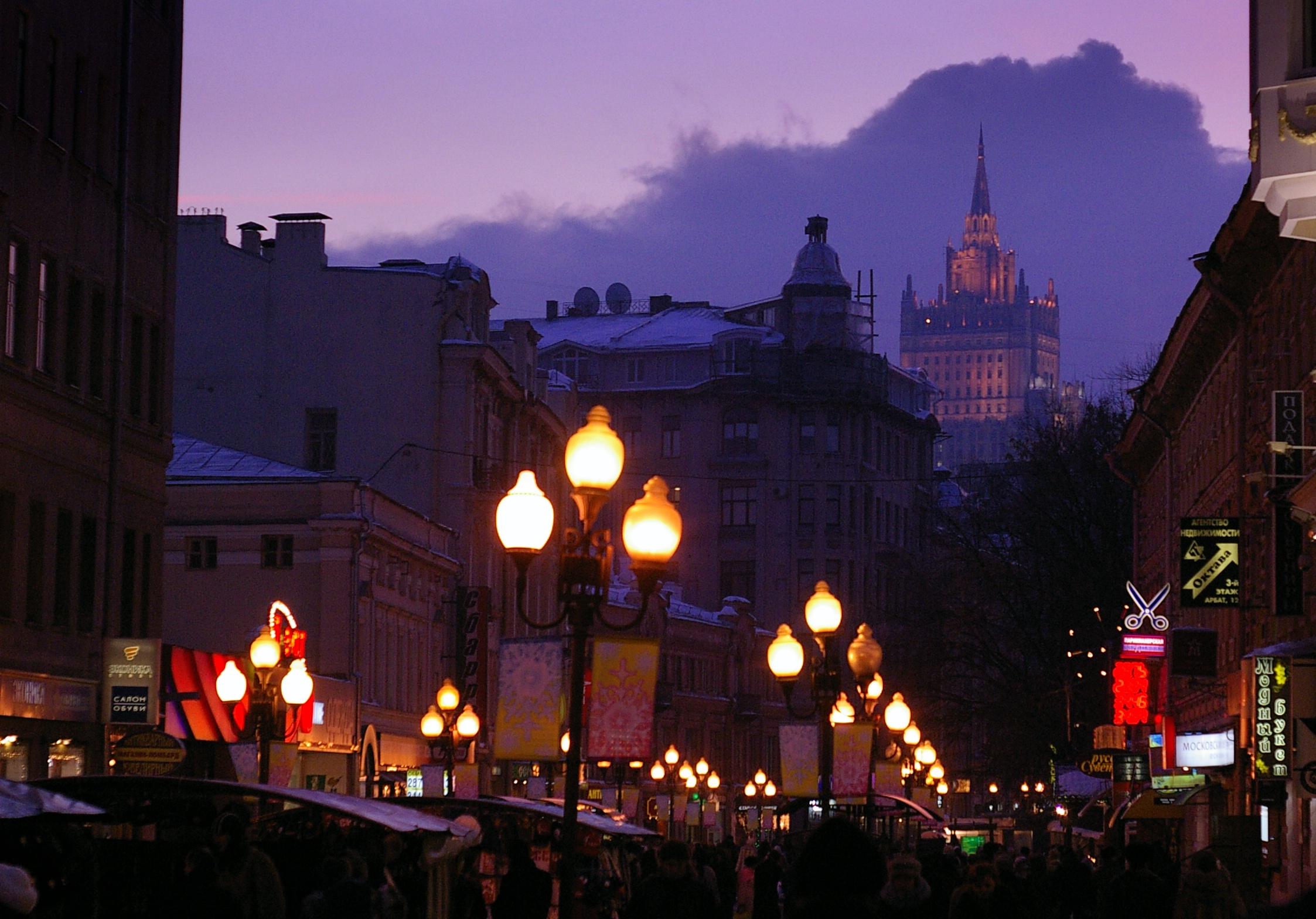
Der heutige Arbat in der Abenddämmerung

In den frühen 1980er-Jahren wurde der ehemals stark befahrene Arbat für den Autoverkehr komplett gesperrt und zu einer Fußgängerzone umgebaut, was in der Sowjetunion der damaligen Zeit ein Novum darstellte. Dies geschah parallel zur Errichtung des neuen Gebäudes des Verteidigungsministeriums am Arbatskaja-Platz, bei dem eine Vielzahl unterirdischer Kommunikationsleitungen entlang des Arbat verlegt werden musste. Der Umbau der Straße, der auch die Renovierung vieler historischer Gebäude beinhaltete, wurde im Jahre 1986 abgeschlossen. Seit dieser Zeit ist der Arbat sowohl bei Einheimischen als auch bei Touristen als Flaniermeile beliebt. Heute prägen vor allem Straßenkünstler, Souvenirstände und -läden, Restaurants, Cafés und Bars das Straßenbild des Arbat.

## Sehenswürdigkeiten
Am Arbat finden sich noch heute viele markante oder historisch wichtige Bauwerke.

### Erhaltene Bauwerke

#### Restaurant „Praga“ (Haus Nr. 2)

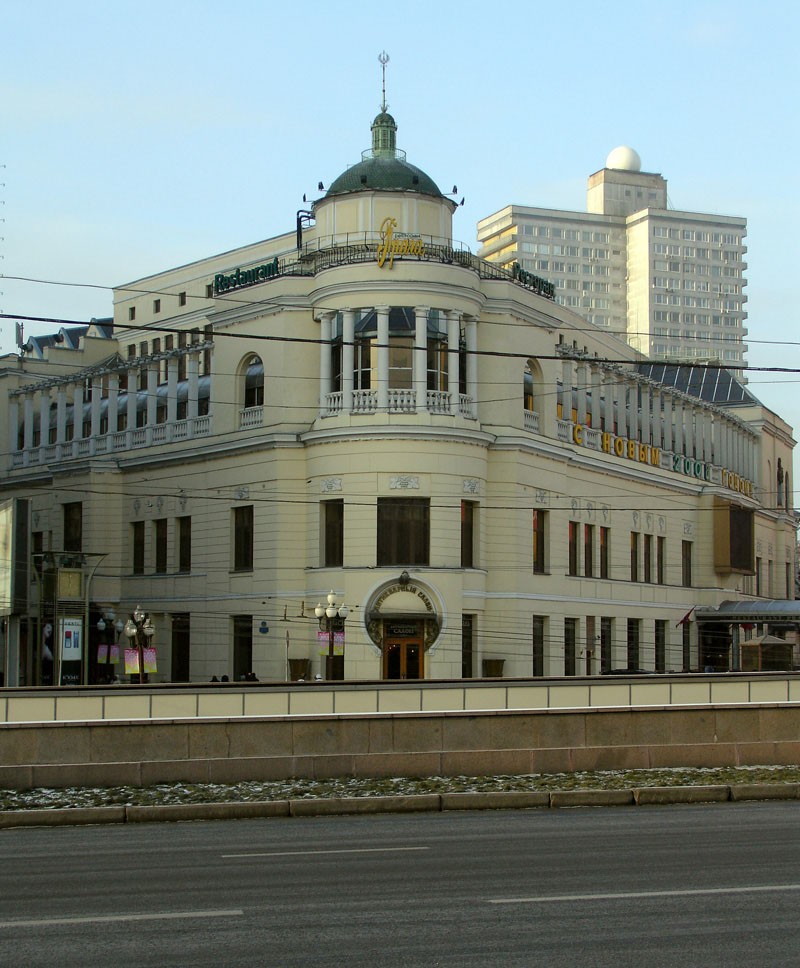
Blick auf das Restaurant vom Arbatskaja-Platz aus

Vom Arbatskaja-Platz aus beginnt der Arbat auf seiner rechten Seite mit dem dreistöckigen Gebäude des Restaurants Praga (Ресторан Прага). Dieses Restaurant gehört bis heute zu Moskaus prominentesten Lokalen. Anders als der Name vermuten lässt (Praga = zu Deutsch „Prag“) handelt es sich bei ihm jedoch nicht um ein tschechisches Spezialitätenrestaurant.
Von oben betrachtet erscheint das Haus annähernd dreieckig. Es hat zwei Fassaden, die eine dem Arbat und die andere dem Arbatskaja-Platz zugewandt. Das Gebäude in seiner heutigen Form existiert seit 1914, stammt jedoch ursprünglich aus dem späten 18. Jahrhundert. Anfangs war es nur zwei Stockwerke hoch und beherbergte eine Kneipe, die zwar ebenfalls Praga hieß, jedoch als sehr einfach und billig galt und daher überwiegend von Fuhrmännern und anderen Arbeitern besucht wurde. Dies änderte sich in den 1890er-Jahren, nachdem der Kaufmann Pjotr Tararykin das gesamte Haus beim Billardspielen gewonnen hatte. Er beschloss daraufhin, die Arbeiterkneipe in ein vornehmes Restaurant umzuwandeln und leitete einen grundlegenden Um- und Ausbau des Gebäudes ein. So erhielt Praga bis 1914 eine weitere Etage sowie eine neue Dachkonstruktion mit einer großzügigen Sommerterrasse und der dekorativen Kuppel an der Eckfassade. Auch innen wurde das Restaurant komplett neu gestaltet und in eine Vielzahl separater Räumlichkeiten unterteilt, was dort bis heute eine gleichzeitige Bewirtschaftung mehrerer geschlossener Gesellschaften ermöglicht.
Der aufwändige Umbau und ein von Anfang an erlesener Kader an Köchen und Kellnern – diese wurden nur auf Empfehlung und nach einer längeren Probezeit angestellt – verschaffte dem Restaurant schon wenige Jahre nach der Übernahme durch Tararykin einen herausragenden Ruf in Moskau. Es wurde ein beliebtes Festtagslokal vor allem der Intelligenzija, jener Gesellschaftsschicht also, die zu dieser Zeit den Arbat dominierte. Auch berühmte Künstler speisten hier oft. Unter anderem feierte in Praga Anton Tschechow 1901 die Premiere seines Theaterstücks Drei Schwestern, einige Jahre später wurde hier der belgische Dichter Émile Verhaeren von Moskauer Künstlern feierlich empfangen, die seine Werke ins Russische übersetzt hatten, und auch der Komponist Nikolai Rubinstein, zugleich Gründer des Moskauer Konservatoriums, wurde hier mehrmals geehrt.
Nach der Oktoberrevolution wurde das Restaurant zwangsverstaatlicht und erlebte seitdem wechselvolle Zeiten: Während des Bürgerkriegs war es gänzlich geschlossen, in den späteren 1920er- und in den 1930er-Jahren diente es als Arbeiterkantine und teilte das Gebäude zeitweise mit einem Filmtheater, einer Bibliothek und mehreren Buchhandlungen. Als Restaurant wurde Praga erst 1954 nach einer umfassenden Renovierung wiedereröffnet. Heute spezialisiert sich das Lokal sowohl auf russische als auch auf internationale Küche und ist einer gehobenen Preisklasse zuzuordnen, es befindet sich im Besitz des Unternehmers Telman Ismailow.

#### Ehemaliges Hotel „Stoliza“ (Haus Nr. 4)

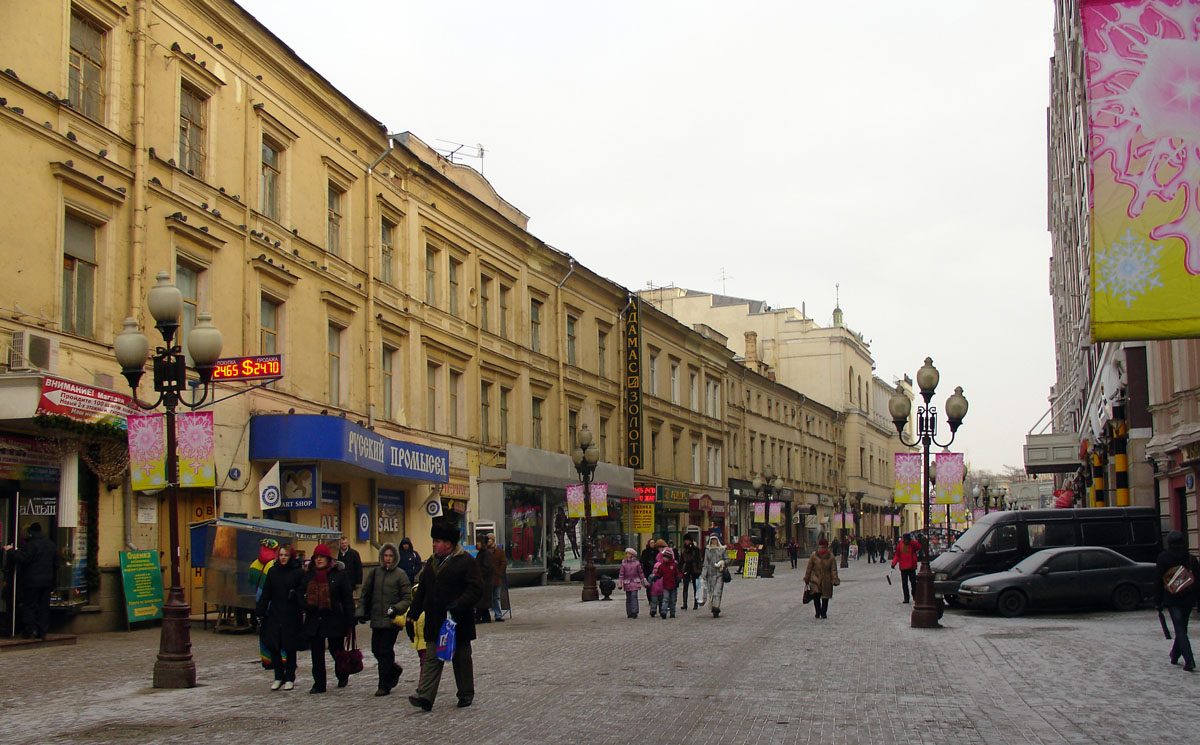
Haus Nr. 4

Das drei Stockwerke hohe, langgezogene Haus linkerhand des Restaurants Praga stammt aus den 1850er-Jahren. Von 1865 bis 1870 diente es der Gesellschaft russischer Ärzte (Общество русских врачей) als Hauptsitz, der später in das Haus 25 (siehe unten) verlegt wurde. Besonders bekannt wurde das Haus jedoch Ende des 19. Jahrhunderts, nachdem es in den Besitz des Millionärs und ehemaligen Armeegenerals Alfons Schanjawski (1837–1905) übergegangen war. Dieser richtete dort ein gut ausgestattetes und dabei eher preiswertes Hotel ein, das im Laufe der Jahrzehnte zu einer beliebten Herberge auch von Künstlern und jungen Akademikern wurde. Zu den bekanntesten Gästen dieses Hotels namens Stoliza (Столица, zu Deutsch „Hauptstadt“) zählten der Schriftsteller Iwan Bunin sowie der Dichter Konstantin Balmont.
Wenige Monate vor seinem Tod vermachte Schanjawski das Hotel mit dem dazugehörigen Grundstück der Moskauer Stadtduma zum Zweck der Einrichtung einer Volksuniversität – der ersten Hochschule im Russischen Reich, die keinerlei Aufnahmebeschränkungen hatte. Sie wurde 1908 gegründet und besteht nach mehrfachen Aufgabenwechseln als Staatliche Geisteswissenschaftliche Universität bis heute. Bis 1920 konnte dort – dem Namen Volksuniversität entsprechend – jeder studieren, der das 16. Lebensjahr vollendet hatte, unabhängig vom Geschlecht, dem sozialen Status, der Konfession und sonstigen Merkmalen. Der prominenteste Hörer dieser Hochschule war in den Jahren 1913 bis 1914 der volkstümliche Dichter Sergei Jessenin. Im ehemaligen Hotel selbst wurden nach Schanjawskis Tod Wohnungen eingerichtet, die teilweise noch bis heute bestehen.

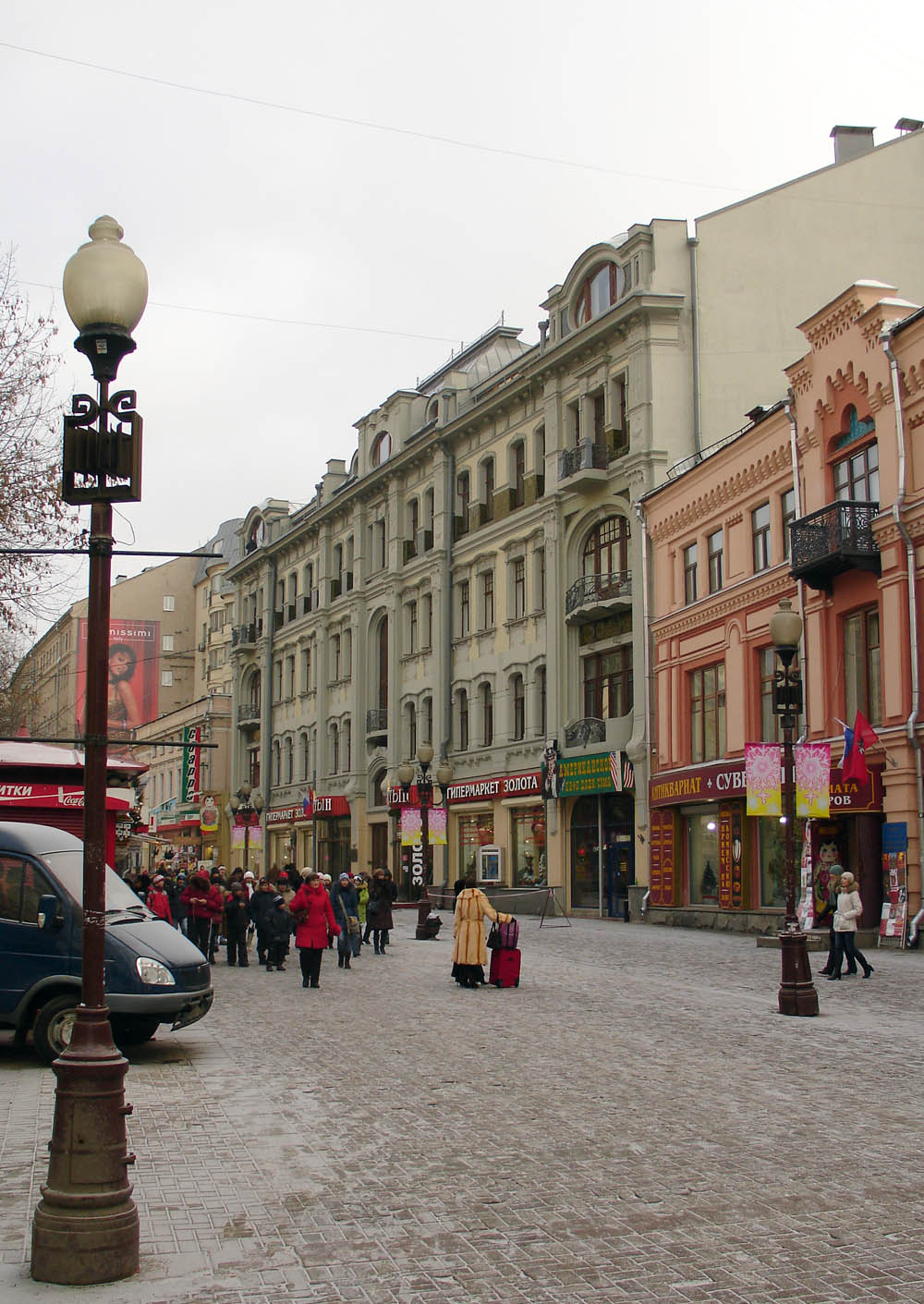
Haus Nr. 23

#### Ehemaliges Mietshaus (Haus Nr. 23)

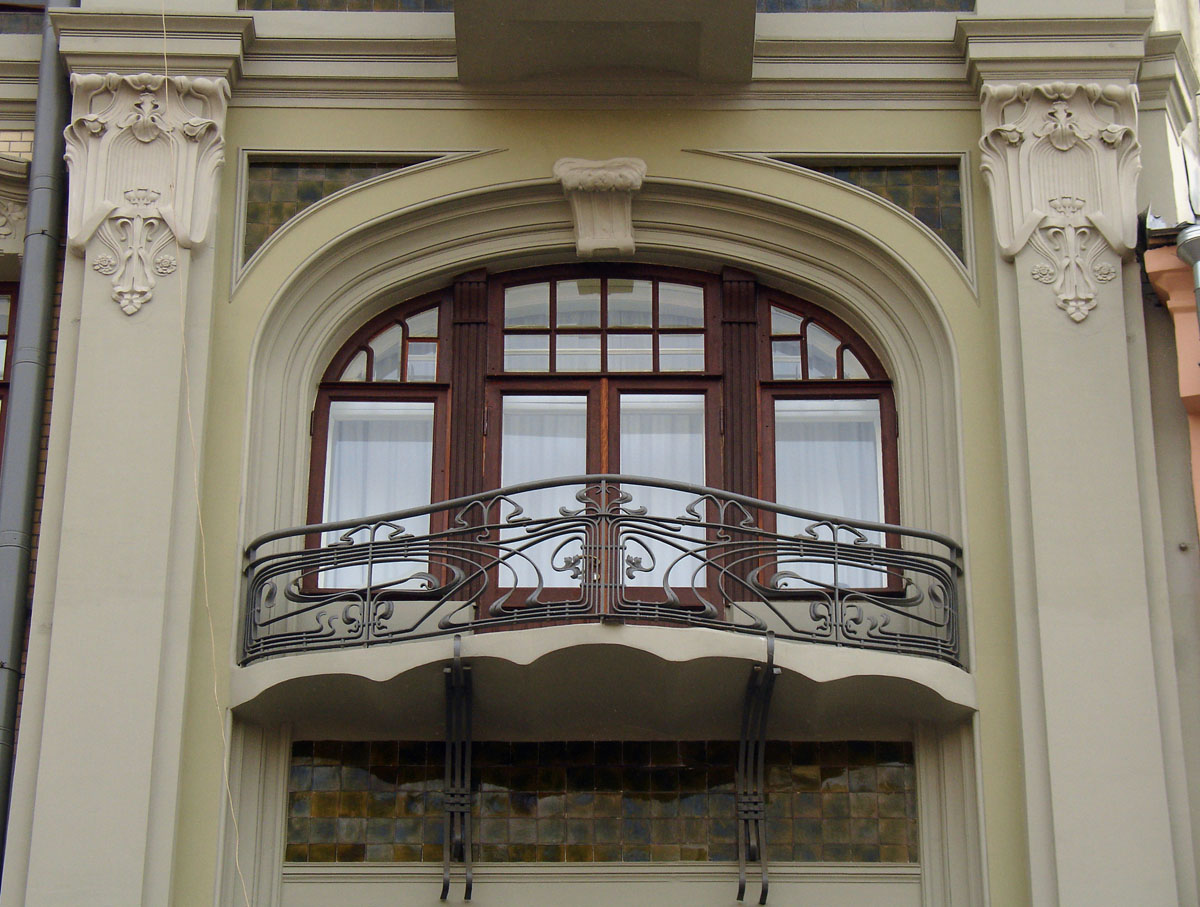
Haus 23, Fassadenfragment

Das fünfstöckige Haus am Arbat 23 wurde 1902–1903 nach einem Entwurf des Architekten Nikita Lasarew errichtet. Es ist ein für den Arbat des frühen 20. Jahrhunderts typischer Jugendstilbau mit Skulpturenornamenten an der Hauptfassade und auffälligen, dekorativen Balkongittern. Prominente Bewohner des Hauses seit dessen Fertigstellung waren unter anderem der Bildhauer Sergei Konjonkow sowie der Maler Pawel Korin, zu dessen bekanntesten Werken Elemente mehrerer Moskauer Metrostationen gehören, darunter die im Moskauer U-Bahnsystem einzigartigen Glasmalereien der Station Nowoslobodskaja der Kolzewaja-Linie. Beide bewohnten das Dachgeschoss des Hauses: Konjonkow in den 1900er- und Korin in den 1920er- und frühen 1930er-Jahren.
Ebenfalls prominent war die Geschichte des Herrenhauses, das an dieser Stelle bis Anfang des 20. Jahrhunderts gestanden hatte. In den 1840er-Jahren hatte hier der bedeutende slawophile Philosoph Alexei Chomjakow gelebt, zu dessen häufigen Gästen unter anderem der Schriftsteller Nikolai Gogol gehörte. Von 1879 bis zum Abriss des Hauses 1901 gehörte es dem Juristen Wladimir Prschewalski, dem Bruder des weltberühmten Forschungsreisenden Nikolai Prschewalski, welcher bis zu seinem Tod ebenfalls ein häufiger Besucher des Hauses gewesen war.

#### Ehemaliges Ärztehaus (Haus Nr. 25)

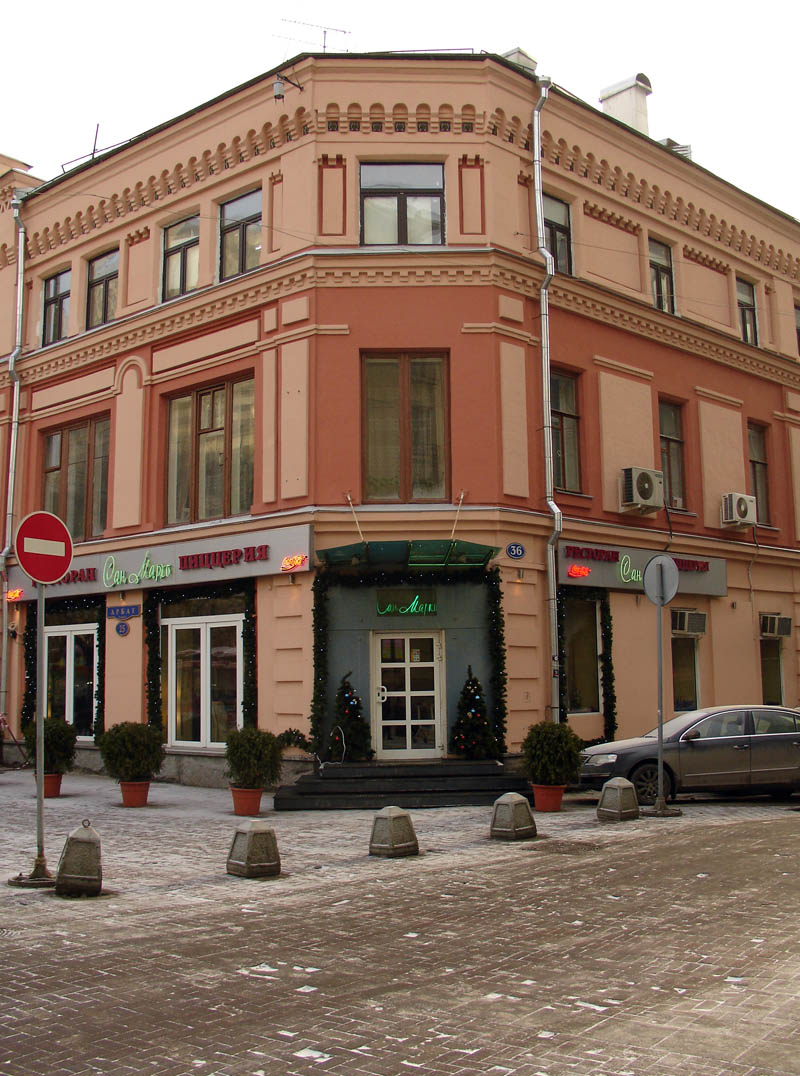
Haus 25

Ebenfalls eine markante Geschichte weist das Haus an der Ecke des Arbat zur Starokonjuschenny-Gasse (Староконюшенный переулок) auf. Es wurde Anfang des 19. Jahrhunderts errichtet und gehörte ursprünglich einem Verwandten des Dramatikers Alexander Gribojedow. 1826 lebte hier einige Monate lang der Armeeoffizier, Kriegsschriftsteller und Puschkin-Freund Denis Dawydow.
Anfang der 1870er-Jahre wurde das Haus vom Kaufmann Alexander Porochowschtschikow (1833–1918) erworben und komplett umgebaut. Wenig später vermietete dieser es an die zuvor im Haus 4 ansässige Gesellschaft russischer Ärzte, die hier daraufhin ihren Hauptsitz einrichten ließ. Diese 1861 gegründete Organisation, der auch einige renommierte Medizinprofessoren der Moskauer Universität angehört hatten, war unter anderem für ihre Wohltätigkeit bekannt. So wurde im neuen Arbater Hauptquartier ein Ambulatorium und eine Apotheke eingerichtet, in denen ärmere Menschen tagsüber qualifizierte medizinische Hilfe beziehungsweise Medikamente kostenlos oder zu sehr vergünstigten Preisen erhielten. Abends wurden im Haus öfters wissenschaftliche Vorträge gehalten. Die Gesellschaft existierte bis in die 1920er-Jahre, schon Anfang des 20. Jahrhunderts belief sich die Anzahl der Patienten des Arbater Ärztehauses seit dessen Gründung auf über eine Million. Eine Apotheke existiert im Haus 25 bis heute.
Neben der Ärztegesellschaft war im Haus 25 in den 1880er-Jahren, bis zu ihrem Umzug in ein benachbartes Gebäude an der Starokonjuschenny-Gasse, eine Kunstschule ansässig, zu deren Dozenten auch der bekannte Maler Konstantin Juon gehörte. Später prominent gewordene Schüler dieser Klassen für Malerei und Bildhauerei (Классы рисования и скульптуры), wie die offizielle Bezeichnung der Schule lautete, waren unter anderem der Landschaftsmaler Alexander Kuprin, der Grafiker Wladimir Faworski sowie die Bildhauerin Wera Muchina.
Sehr markant ist auch das unmittelbar rechts vom Haus 25 stehende, mit der Fassade zur Starokonjuschenny-Gasse hin gewandte Holzhäuschen. Es ist eine der wenigen landestypischen Holzhütten, die innerhalb der Moskauer Stadtgrenzen heute noch erhalten geblieben sind. Erbaut wurde das Gebäude zeitgleich mit dem Umbau des Hauses 25, im Jahr 1870, ebenfalls vom Kaufmann Porochowschtschikow, der es später unter anderem an einen Buchverlag und eine öffentliche Bibliothek vermietete. Ende des 19. Jahrhunderts lebte der Philosophieprofessor Fürst Sergei Trubezkoi in diesem Haus.

#### Wachtangow-Theater (Haus Nr. 26)

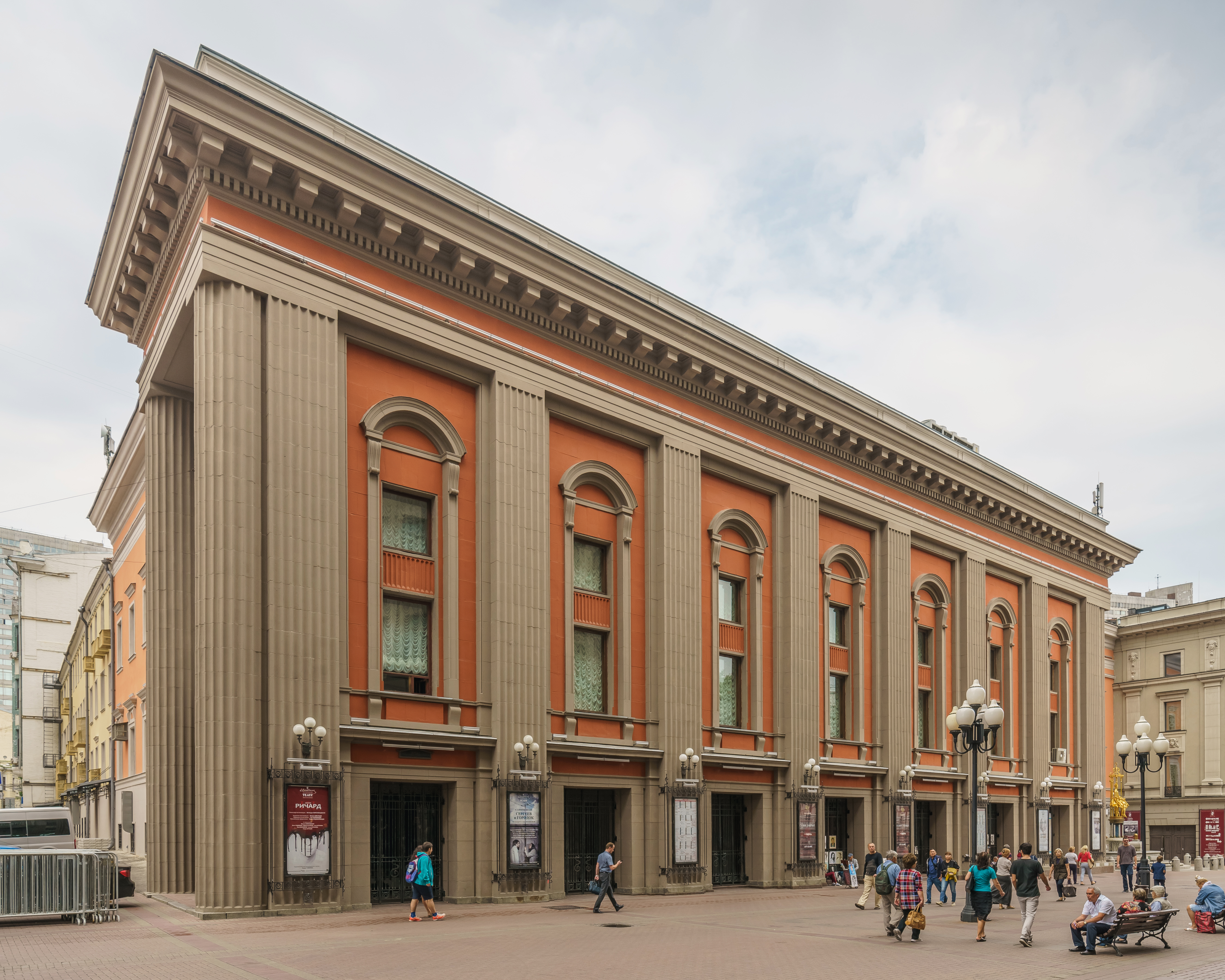
Wachtangow-Theater

Das einzige Schauspielhaus auf dem Alten Arbat – das Wachtangow-Theater – ist trotz seines relativ jungen Alters in Russland überregional bekannt. Namensgebend für das Theater ist dessen Gründer, der russische Regisseur, Schauspieler und Stanislawski-Schüler Jewgeni Wachtangow.

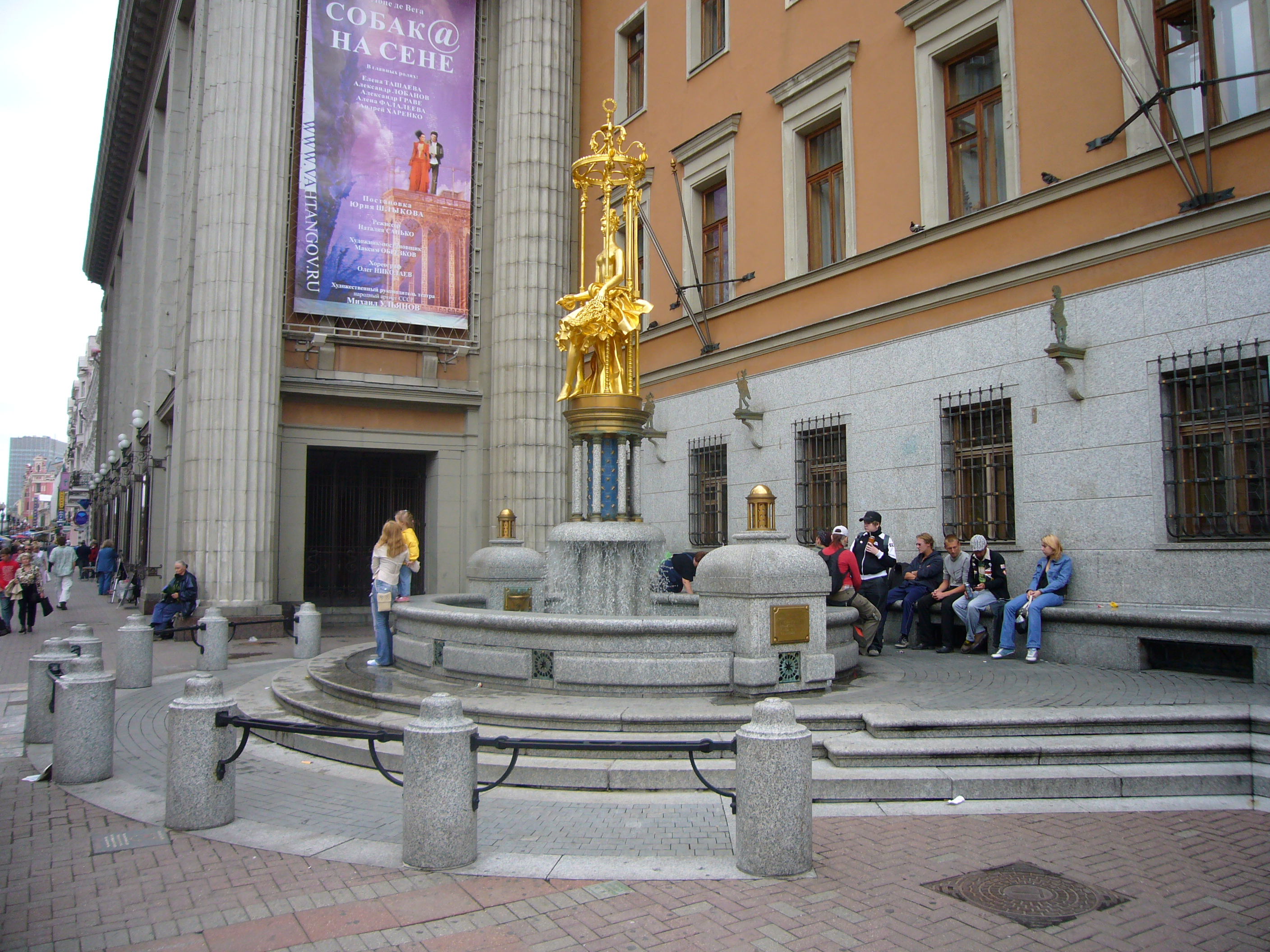
Turandot-Springbrunnen

Vor der Entstehung des Theaters stand an dieser Stelle seit den 1870er-Jahren ein gewöhnliches Adelshaus, das zunächst der Familie des Verlegers Michail Sabaschnikow, später dem reichen Kaufmann Wassili Berg gehört hatte. Nach der Oktoberrevolution und der darauffolgenden Zwangsverstaatlichung des Hauses beherbergte es zunächst eine Gemäldegalerie, deren Exposition größtenteils aus beschlagnahmten Kunstwerken aus Privatsammlungen des Hochadels bestand. 1921 wurde das Haus schließlich der erst kurz zuvor gegründeten Truppe des von Wachtangow geleiteten Dritten Studios des Moskauer Künstlertheaters (Третья студия Московского художественного театра) überlassen, wie es damals hieß. Schnell erlangte die neue Bühne durch unterhaltsame, neuartige Inszenierungen klassischer und moderner Stücke eine hohe Popularität und stieß nicht nur in Russland auf positive Kritik.
Das heutige Theatergebäude stammt aus den späten 1940er-Jahren. Es wurde neu erbaut, nachdem das alte Haus 1941 während der deutschen Luftangriffe im Zweiten Weltkrieg zerstört wurde. Zum 850-jährigen Moskauer Stadtjubiläum 1997 wurde vor dem Gebäude der sogenannte Turandot-Springbrunnen errichtet – ein Tribut auf den legendären Erfolg einer der ersten Aufführungen des Schauspielhauses, des Stückes Prinzessin Turandot im Jahr 1922.

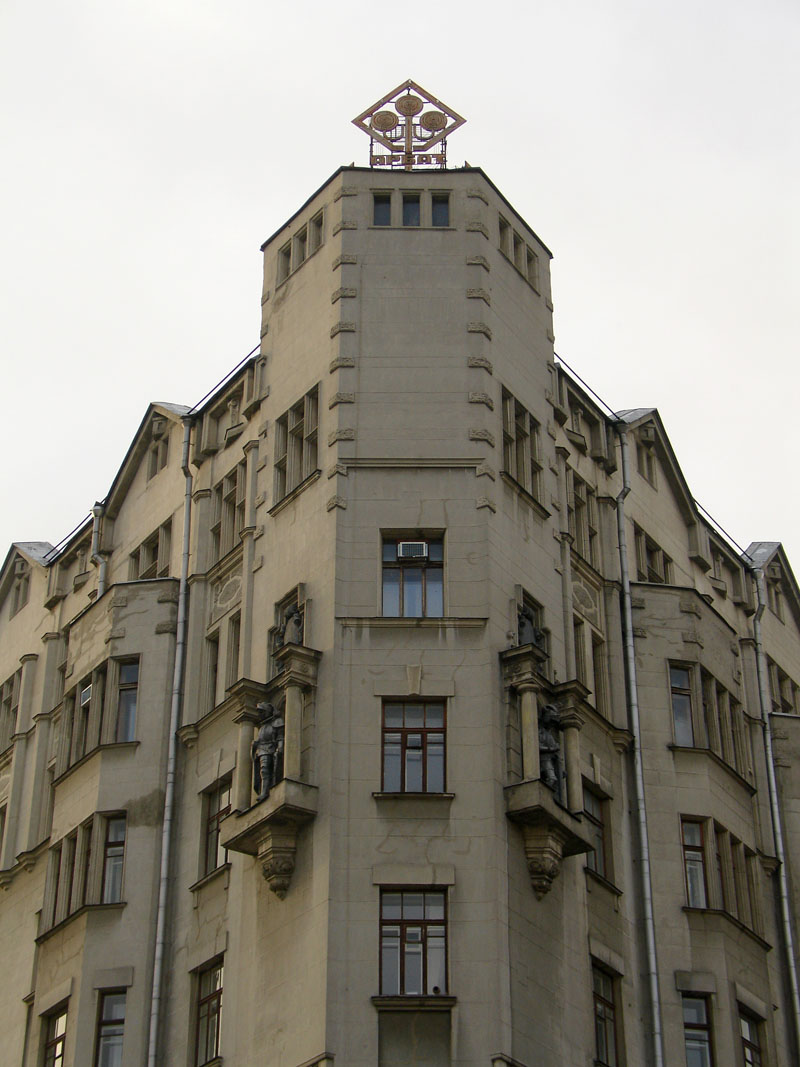
Haus 35

#### Ehemaliges Mietshaus (Haus Nr. 35)
Das große siebenstöckige Gebäude direkt gegenüber dem Wachtangow-Theater zählte nach seiner Fertigstellung 1912 lange zu den elitärsten Wohnquartieren in ganz Moskau. Es wurde als Mietshaus für ein besonders zahlungskräftiges Publikum erbaut und war für die damalige Zeit entsprechend luxuriös ausgestattet worden, mit breiten, marmornen Treppenhäusern, geräumigen Fahrstühlen mit Spiegeln und Ledersesseln in deren Innenraum, sowie großzügigen Wohnungen mit je fünf bis acht Zimmern. Außen sollte das Haus an ein mittelalterliches Schloss erinnern: Mit zahlreichen Erkern und Ecktürmen sowie massiven Skulpturenornamenten mit stilisierten Ritterfiguren an der Fassade ähnelt sein Stil der am Arbat sonst nicht vertretenen Neugotik.
Die Exklusivität der Wohneinheiten am Arbat 35, auch gegenüber vielen anderen Arbater Mietshäusern jener Zeit, machte das Haus auch nach der Zwangsverstaatlichung 1918 zu einem bevorzugten Wohnort – nur nicht mehr für das wohlhabende Bürgertum, sondern für Staatsmänner und ranghohe Militärs. Zu seinen prominentesten Bewohnern gehörten in den 1930er-Jahren unter anderem der Armeegeneral Iwan Below und der Revolutionär Nikolai Podwoiski. Als Wohngebäude diente es noch bis Mitte der 1970er-Jahre. Danach wurde es dem sowjetischen Kulturministerium übergeben, und seit 1990 beherbergt es einen Schauspielerclub sowie eine Vielzahl von Büroräumen.

#### Haus Nr. 37, Zoi-Mauer und Melnikow-Haus

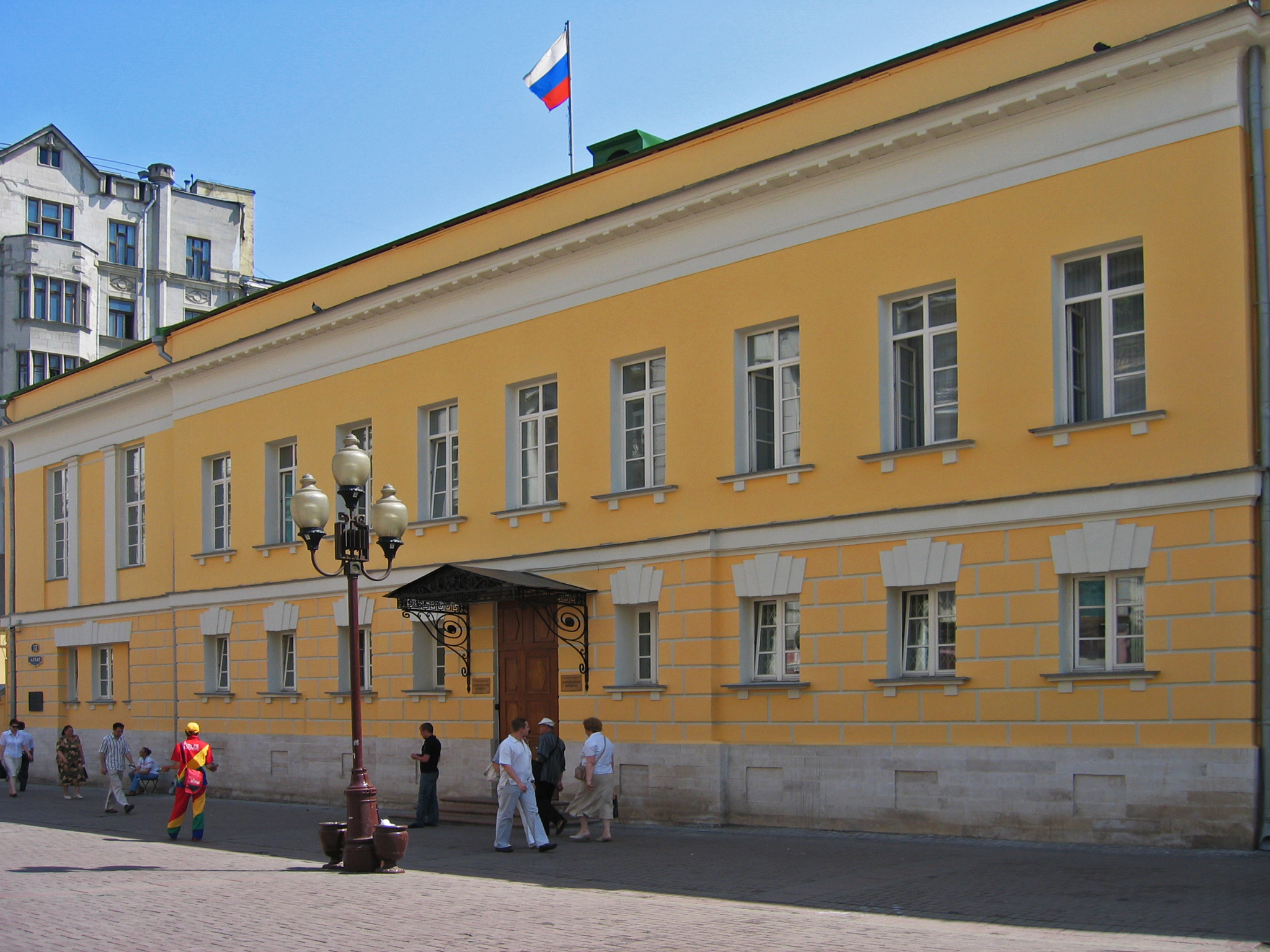
Haus 37

Das gelb gestrichene, nur zwei Stockwerke hohe Haus 37 steht unmittelbar rechts der Kreuzung des Arbat mit der Kriwoarbatski-Gasse (Кривоарбатский переулок). Es ist heute das einzige Gebäude direkt auf dem Arbat, das in weitgehend unveränderter Form aus dem 18. Jahrhundert stammt und im damals verbreiteten Empire-Stil erbaut wurde. Im Großbrand von 1812 zerstört und später wiederaufgebaut, gehört das Haus seit den 1840er-Jahren und bis heute dem russischen Militär. Gegenwärtig ist es Sitz des Moskauer Militärgerichts.

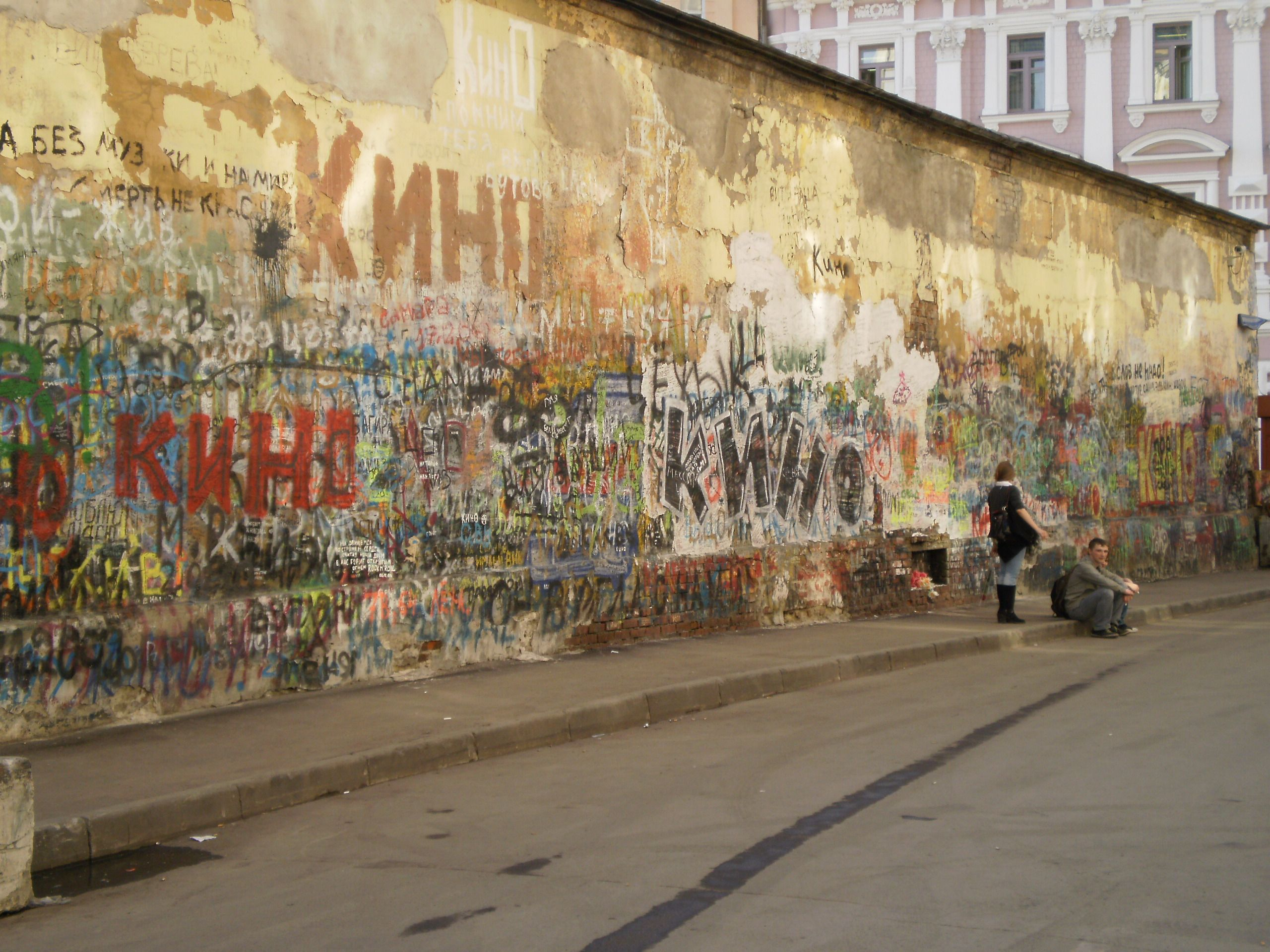
Zoi-Mauer

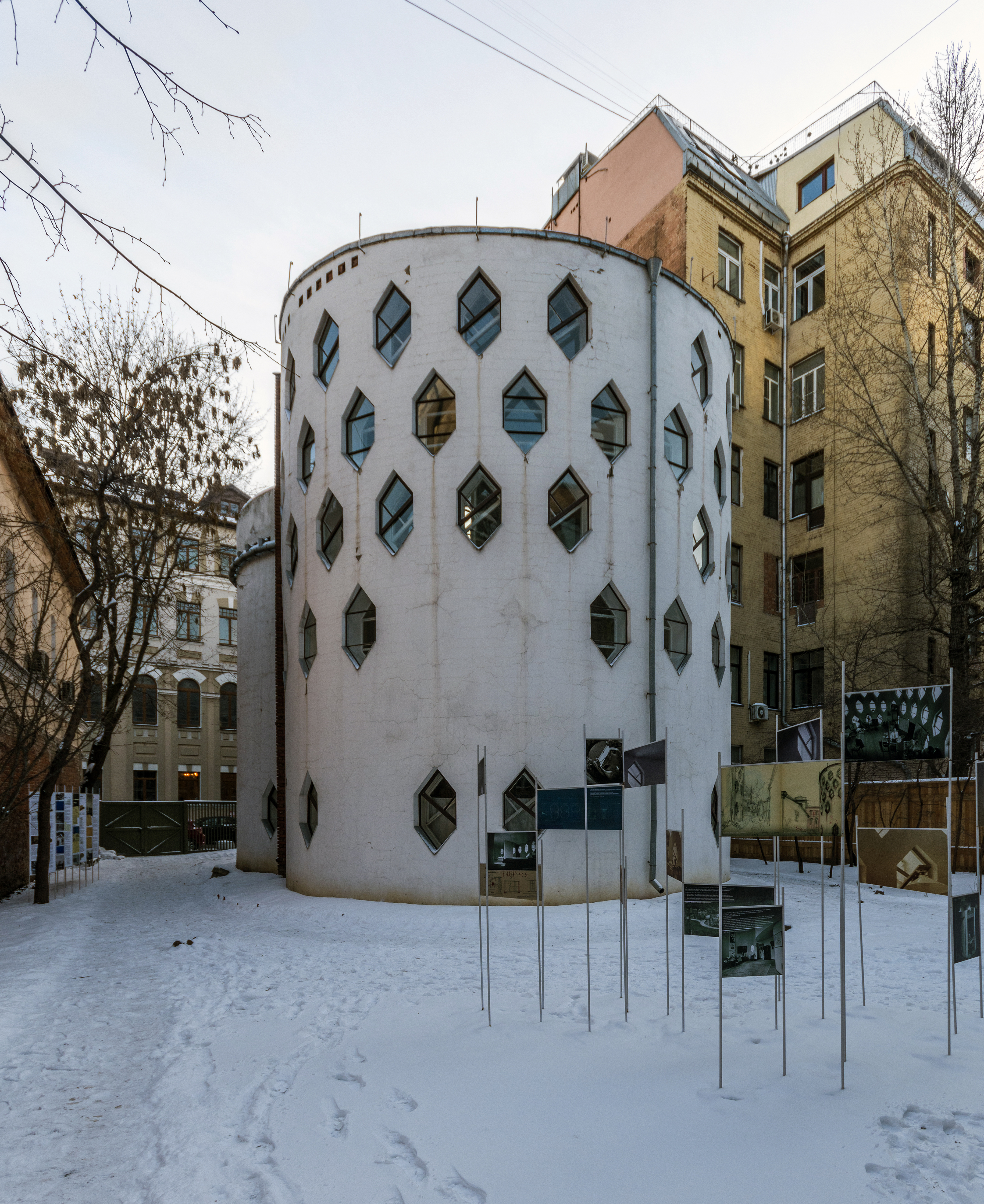
Melnikow-Haus

Die etwa vier Meter hohe Mauer, die das Grundstück des Hauses von der Seite der Kriwoarbatski-Gasse her abgrenzt, unterstreicht in jüngster Zeit die Bedeutung des Arbat als Szeneviertel. Seit 1991 ist sie traditionell ein Treffpunkt von Rockfans, die hier an Wiktor Zoi erinnern, den 1990 tödlich verunglückten Musiker und Gründer der russischen Kult-Band Kino. Besonders an Todestagen des Rockidols finden hier Treffen von dessen Fans statt. Dabei werden oft seine Lieder gespielt und gesungen und die Mauer mit Abbildungen und Zitaten Zois sowie Liebeserklärungen an ihn und sein Lebenswerk bemalt. Ähnliche Zoi-Gedenkmauern sind in den 1990er-Jahren nach dem Arbater Vorbild in mehreren weiteren russischen Städten entstanden. Die Entstehung des Moskauer Originals ausgerechnet auf dem Arbat kann allerdings nicht mit einem persönlichen Bezug Zois zu der Straße erklärt werden, da dieser dort nicht wohnhaft gewesen war.
Gleichfalls eine Erwähnung wert ist das markante Melnikow-Haus, das seit seiner Entstehung ununterbrochen Touristen und Schaulustige anzieht. Es befindet sich an der Kriwoarbatski-Gasse 10, schräg hinter dem Arbat-Haus 37. Es wurde von Konstantin Melnikow erbaut, der in der ersten Hälfte des 20. Jahrhunderts zu den bekanntesten Architekten der russischen Avantgarde gehörte. Das 1929 fertiggestellte Haus zählt aufgrund seiner bizarren Formen – es besteht aus zwei zylinderförmigen Türmen mit zahlreichen hochgezogenen sechseckigen Fensteröffnungen – bis heute zu den auffälligsten Bauwerken des Moskauer Zentrums. Auch war es nach seiner Fertigstellung das einzige Wohngebäude im Zentrum des sozialistischen Moskau, das gänzlich einer Privatperson (hier: Melnikow) gehörte. Einen Teil des heute denkmalgeschützten Hauses vererbte der 2006 verstorbene Sohn Melnikows dem russischen Staat. Die vielfach geäußerten Pläne, dort ein Museum einzurichten, scheiterten bislang an juristischen Streitigkeiten zwischen den Erben sowie an der relativ schwachen Statik des Hauses, die einen massenhaften Publikumsverkehr ohne vorherige kostspielige Stabilisierungsmaßnahmen nicht zulässt.

#### Okudschawa-Haus (Haus Nr. 43) und Denkmal
Dieses Haus ist vor allem durch den Dichter, Musiker und Liedermacher Bulat Okudschawa, manchmal auch „Bob Dylan der Sowjetunion“ genannt, bekannt, der hier seit seiner Geburt gelebt hatte. Nur ein Haus weiter, an der Kreuzung mit der Plotnikow-Gasse, steht seit 2002 ein Denkmal für den 1997 verstorbenen Künstler, das neben der eigentlichen Statue eine bildhauerische Komposition mit versuchter Darstellung eines typischen Arbater Hinterhofs beinhaltet. Diese Komposition ist eine Anspielung an die Romantik des Alten Arbat, die Okudschawa, zeit seines Lebens ein überzeugter Arbater Lokalpatriot, in einer Vielzahl seiner Gedichte und Lieder verarbeitet hat. Im 1958 geschriebenen Lied über den Arbat heißt es beispielsweise:

„Wie ein Fluss fließt du hin. Sonderbarer Name du!
Dein Asphalt ist wie Glas, wasserklarer Fluss.
Ach Arbat, mein Arbat, du bist mir mein ganzes Sein,
Bist für mich freudenvoll und auch voll Verdruss […]“

An Okudschawas Jugend erinnert teilweise noch heute der Innenhof des Hauses 43 mit Bäumen, die seinerzeit vom Dichter selbst gepflanzt wurden. Sein Museum befindet sich allerdings nicht auf dem Arbat, sondern im einstigen Künstlerdorf Peredelkino bei Moskau, in der ehemaligen Datscha Okudschawas.

#### Rybakow-Haus (Haus Nr. 51)

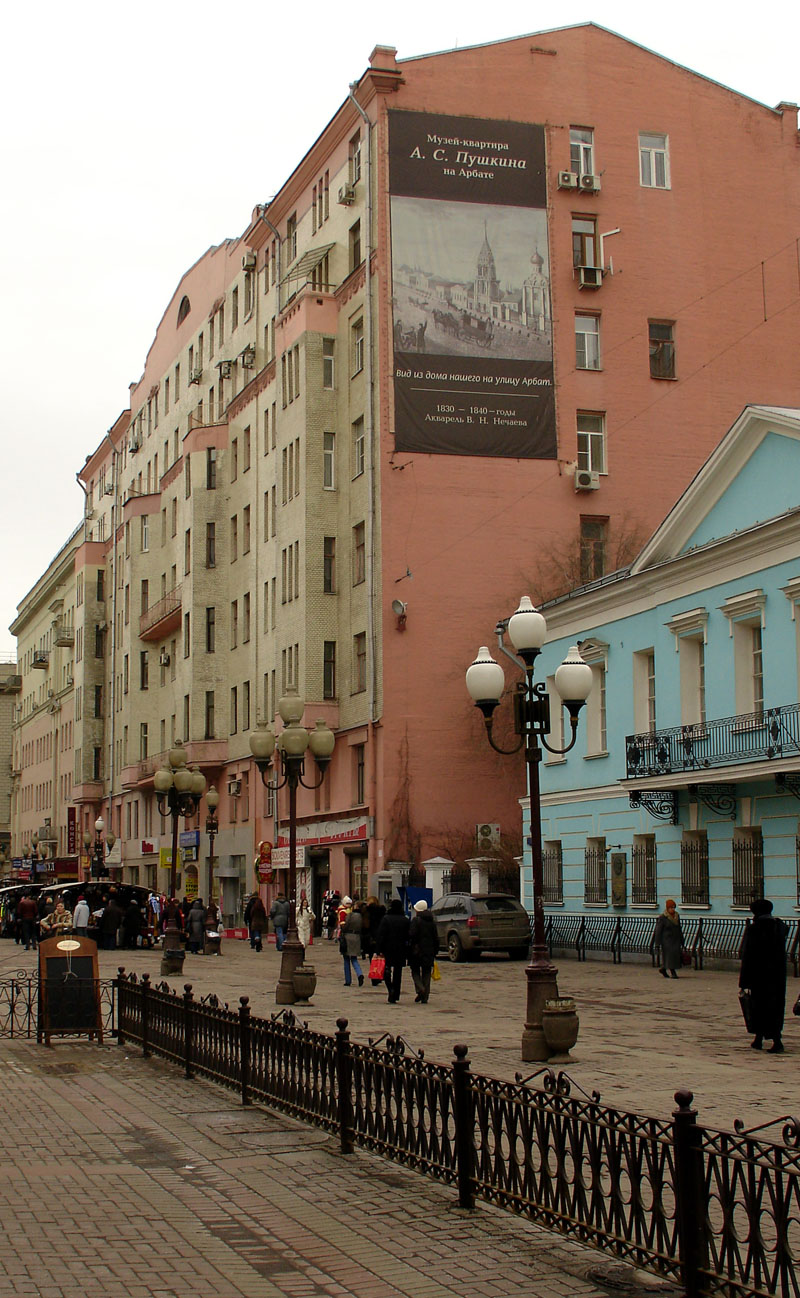
Haus 51

An einen anderen Autor, dessen Leben und Wirken eng mit dem Alten Arbat verbunden ist, erinnert das Haus 51: Hier lebte lange Jahre der später in die USA ausgewanderte sowjetische Schriftsteller und Regimekritiker Anatoli Rybakow. Das Gebäude wurde jedoch nicht nur durch ihn bekannt. Es wurde 1903 erbaut und diente ursprünglich als Mietshaus. Mit acht Stockwerken zählte es Anfang des 20. Jahrhunderts zu den höchsten Wohnhäusern Russlands: Selbst die anderen Mietshäuser auf dem Arbat waren zu jener Zeit nicht mehr als sechs oder sieben Stockwerke hoch. Aus diesem Grund war es gerade das Haus 51, auf dessen Dach die Bolschewiki 1917 während der Oktoberrevolution Maschinengewehr-Schützen positioniert hatten.
Während die oberen Stockwerke des Hauses Anfang des Jahrhunderts Wohneinheiten für wohlhabende Mieter beherbergten, existierte in seinem Erdgeschoss noch bis in die 1980er-Jahre hinein ein in Moskau weithin bekanntes Filmtheater namens Arbatski Ars (Арбатский Арс). Rybakow, der im Haus 51 in den 1930er-Jahren gewohnt hatte, erwähnte dieses und das Filmtheater später in der Eröffnungsszene seines Romans Die Kinder vom Arbat, dessen Handlung sich ebenfalls in den frühen 1930ern abspielt:
„Sascha Pankratow verließ das Haus und bog nach links ab – zum Smolenskaja-Platz. Vor dem Kino ‚Arbatski Ars‘ spazierten bereits junge Mädchen auf und ab, immer paarweise, Mädchen vom Arbat, von der Dorogomilowo- und der Pljuschtschicha-Straße, den Mantelkragen flott hochgeschlagen, die Lippen geschminkt, die Wimpern hochgebürstet und getuscht, in den Augen abwartende Neugier, um den Hals ein buntes Seidentuch, jetzt im Herbst der letzte Schrei am Arbat. Die Vorstellung war gerade zu Ende, das Publikum strömte durch den rückwärtigen Hof hinaus. Um auf die Straße zu gelangen, mussten sich die Leute durch das schmale Tor zwängen, wo obendrein eine ausgelassene Schar von Halbwüchsigen, die eigentlichen Stammgäste hier, herumalberte.“
„Am Arbat ging ein Tag zu Ende.“

#### Puschkin-Haus (Haus Nr. 53)

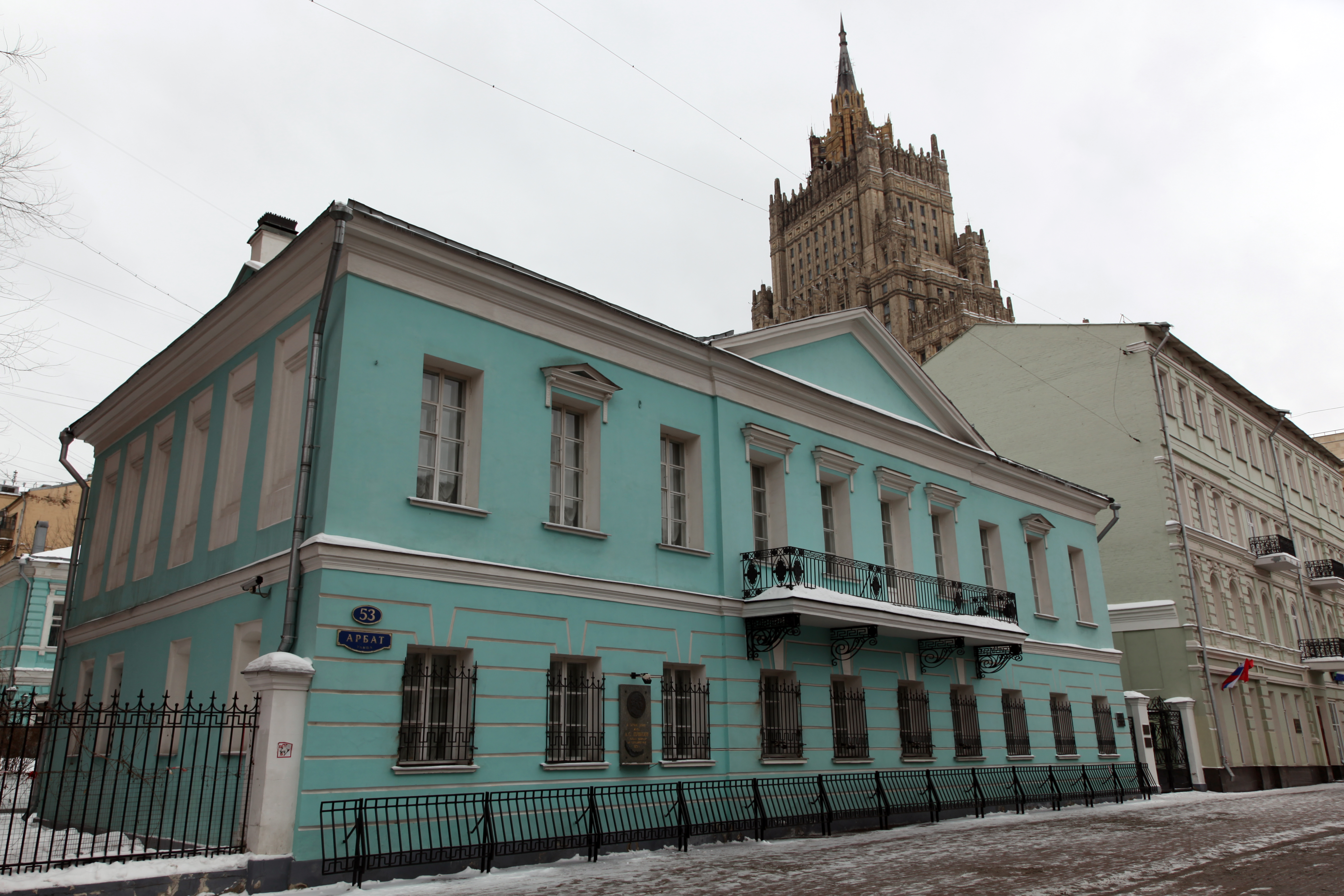
Das Puschkinhaus

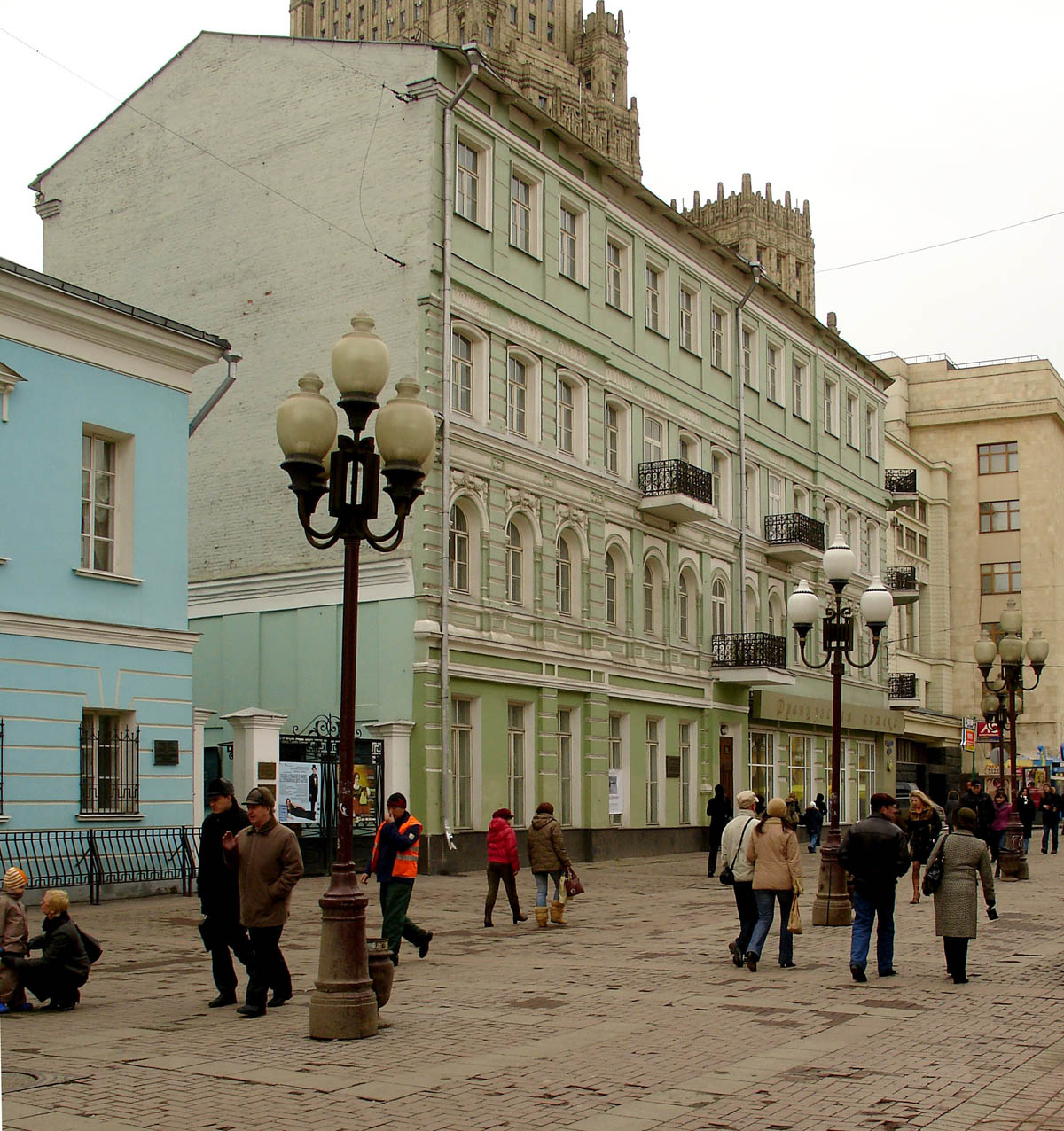
Haus 55

Das eher schlichte zweistöckige Häuschen nahe dem westlichen Ende der Straße ist eines der regelmäßig von Touristen besuchten Ziele auf dem Arbat. Es war im Jahre 1831 einige Monate lang Wohnort des Dichters Alexander Puschkin, der hier nach der Hochzeit mit Natalja Gontscharowa seine Flitterwochen mit ihr verbrachte. Das in den 1770er-Jahren erbaute Haus gehörte zu jener Zeit der Familie des Staatsbeamten Nikanor Chitrowo, mit dem Puschkin Anfang 1831 einen Mietvertrag für eine Fünfzimmerwohnung im ersten Obergeschoss des Hauses mit einer Laufzeit von zunächst sechs Monaten abgeschlossen hatte. Dies geschah kurz vor der am 18. Februar 1831 stattgefundenen Hochzeit des Dichters mit der 18-jährigen Natalja Gontscharowa, Tochter eines Wolokolamsker Gutsherren. Obwohl Puschkin für die Wohnung sechs Monate im Voraus gezahlt hatte, blieben er und seine Frau nur knapp vier Monate dort, bis sie gemeinsam nach Sankt Petersburg zogen.
Nach Auszug Puschkins hatte das Haus im Laufe der Jahrzehnte mehrmals den Eigentümer gewechselt und diente noch über längere Zeit als Mietshaus; einer seiner prominenten Bewohner des späten 19. Jahrhunderts war in den 1880er-Jahren der Jurist Anatoli Tschaikowski gewesen, Bruder des Komponisten Pjotr Tschaikowski, der ihn hier mehrmals besuchte. Nach der Oktoberrevolution wurde das Haus verstaatlicht und verkam zunehmend. Erst 1974 stellte es die Moskauer Stadtverwaltung unter Denkmalschutz und beschloss, dort ein öffentlich zugängliches Puschkin-Gedenkhaus einzurichten. Die Eröffnung des Museums erfolgte am 18. Januar 1986, zum 155. Jahrestag der Hochzeit des Dichters.

#### Andrei-Bely-Haus (Haus Nr. 55)
Gleich rechts des Puschkin-Hauses steht an der Ecke des Arbat zur Deneschny-Gasse (Денежный переулок) ein vierstöckiges ehemaliges Mietshaus aus dem Jahre 1877. Im 19. Jahrhundert gehörte ein Teil der hiesigen Wohnungen der Moskauer Universität und diente einigen ihrer Professoren als Wohnort. Einer von denen war der Mathematiker Nikolai Bugajew (1837–1903), dessen Sohn Boris hier 1880 geboren wurde und bis zu seinem 26. Lebensjahr gelebt hatte. Später wurde dieser vor allem unter seinem Künstlernamen Andrei Bely als wichtiger russischer Dichter des Symbolismus bekannt. Bis heute gilt Bely als der prominenteste Bewohner des Hauses 55. Seine ersten Werke entstanden hier, und auch den befreundeten Alexander Blok, seinerzeit ebenfalls einen berühmten Dichter des sogenannten Silbernen Zeitalters, empfing Bely in seiner Arbater Wohnung im zweiten Obergeschoss. Heute ist in ihr ein kleines Museum zum Andenken an Andrei Bely eingerichtet.

#### Smolenskaja-Platz

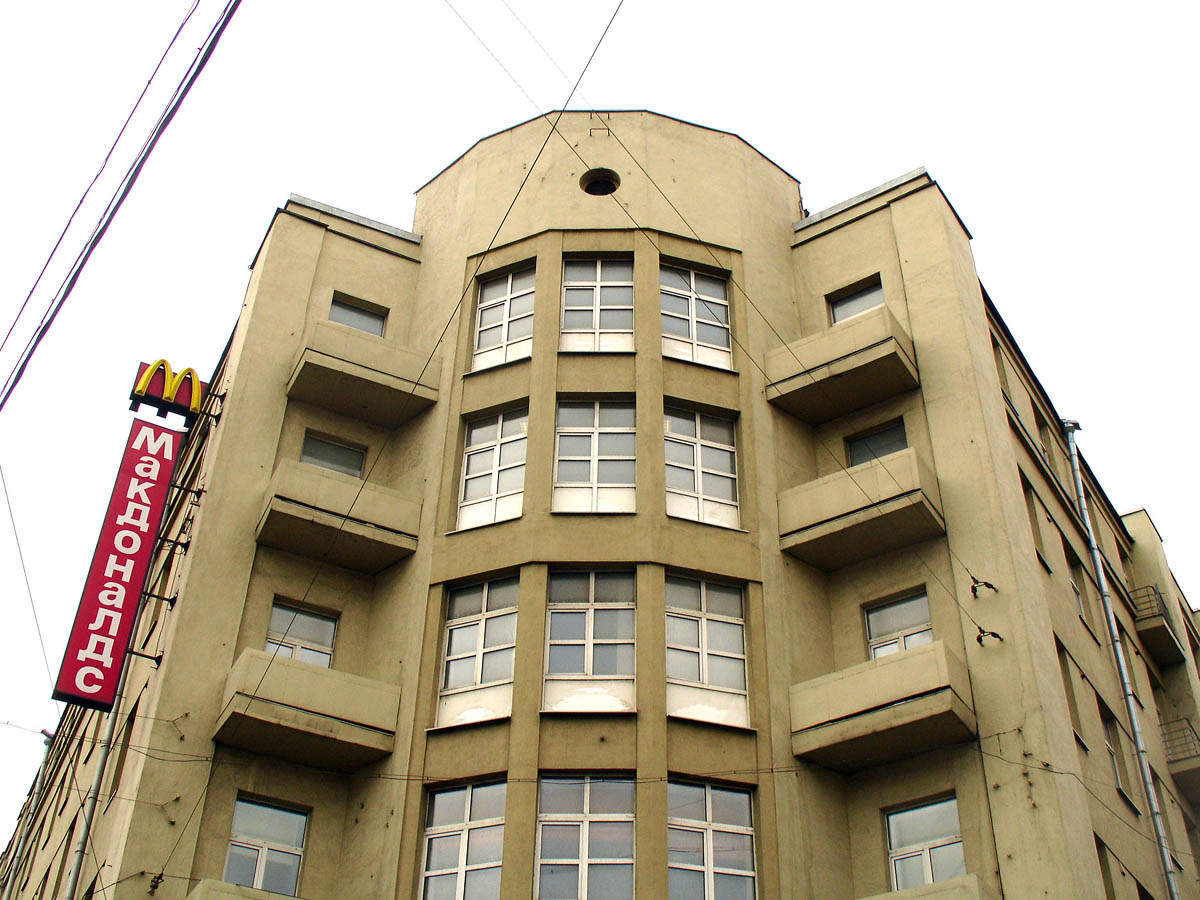
Ehemaliges Torgsin-Gebäude

Sowohl die rechte als auch die linke Arbat-Seite wird von Bauwerken aus der Sowjetzeit abgeschlossen. Das letzte Arbat-Haus an der rechten Straßenseite ist das Haus 54, das mit einer Fassade zum Arbat und mit der anderen zum Gartenring hin gewandt ist. Es wurde 1928 als Wohnhaus erbaut. In seinem Erdgeschoss befindet sich ein großes Ladenlokal, das seit 1997 einen Supermarkt der edlen Kette The Seventh Continent beherbergt. In den 1930er-Jahren befand sich an dieser Stelle ein Kaufhaus der staatlichen sowjetischen Kette Torgsin (Торгсин), deren Sortiment sich vor allem an devisenbringende ausländische Kunden (Torgsin war ein Kunstwort und stand für Torgowlja s inostranzami, zu Deutsch: „Handel mit Ausländern“) sowie etwas besser betuchte Sowjetbürger richtete und entsprechend reichhaltiger war als in gewöhnlichen Kaufhäusern in den Zeiten der Mangelwirtschaft. Dieser Laden findet Erwähnung in einer Szene des Satireromans Der Meister und Margarita von Michail Bulgakow. Dort erfährt der Leser unter anderem, wie das Kaufhaus damals von innen ausgesehen haben muss:
„An den Regalen lagen viele hundert Ballen buntgemusterten Kattuns, dahinter türmten sich Mitkal, Chiffon und Fracktuch, etwas weiter entfernt sah man ganze Stapel Schuhkartons. Dort saßen ein paar Frauen auf niedrigen Stühlen, am rechten Fuß einen abgetragenen alten Schuh, am linken einen glänzenden neuen, mit dem sie besorgt auf den Teppich stampften. Irgendwo im Hintergrund sangen und spielten Grammophone.“
Nach Auflösung der Kette im Jahr 1936 beherbergte das Lokal noch bis Mitte der 1990er-Jahre einen gewöhnlichen, wenn auch für sowjetische Verhältnisse recht gut sortierten Lebensmittelladen.
Der gesamte linke Abschnitt des Arbat von der Deneschny-Gasse bis zum Straßenende wird von dem mächtigen Zuckerbäckerstil-Bau des russischen Außenministeriums und seinen Seitenflügeln bestimmt. Der 172 Meter hohe, mit der Hauptfassade zum Gartenring hin gewandte Wolkenkratzer, der zum Ensemble der sogenannten Moskauer Sieben Schwestern gehört, wurde in den Jahren 1948–1953 erbaut, wobei ein Teil der Seitenflügel bereits Mitte der 1930er-Jahre fertiggestellt wurde. Das Gebäude zählt zu den typischen Bauwerken der Stalin-Epoche und ist vor allem aufgrund seiner überragenden Höhe der wohl ungewöhnlichste Bestandteil des heutigen Arbater Straßenbildes.

### Nicht erhaltene Bauwerke
Sowohl die deutschen Luftangriffe im Zweiten Weltkrieg als auch massenhafte Abrisse zur Sowjetzeit, insbesondere beim ideologisch motivierten Umbau des Moskauer Stadtzentrums in den 1930er-Jahren, haben etliche Gebäude auf dem Arbat nicht überstanden.

#### Ehemalige Künstlerwerkstatt (Haus Nr. 7)
Die ungerade Seite des Arbat eröffnet heute ein im Jahre 2004 errichtetes, langgestrecktes Büro- und Geschäftsgebäude, das unter anderem den Hauptsitz des Mineralölunternehmens TNK-BP beherbergt. Bis zu ihrem Abriss in den 1970er-Jahren standen an dieser Stelle die Häuser 1, 3, 5 und 7. Geschichtlich besonders interessant war das Haus 7 gewesen, ein zweistöckiger Bau des frühen 19. Jahrhunderts, das in den 1860er- und 1870er-Jahren einer fernen Verwandten des Dichters Iwan Turgenew gehört hatte. Hier befand sich zu jener Zeit eine der ersten öffentlichen Bibliotheken Moskaus. Diese zog offenbar nicht nur das Interesse der gebildeten Arbater auf sich: 1875 wurden ihre Buchbestände von der Polizei beschlagnahmt, da sie eine Reihe liberaler und revolutionärer, von der Zensur verbotener Schriften beinhalteten, darunter Bücher von Autoren wie Herzen, Tschernyschewski, Marx oder Lassalle. Die Bibliothek musste daraufhin geschlossen werden, das Gebäude wechselte seitdem mehrfach den Besitzer.
Anfang des 20. Jahrhunderts beherbergte das Haus zunächst ein kleines Filmtheater namens Grande Parisienne. 1918 wurde in dessen ehemaligen Räumen ein Literaturcafé eröffnet, in dem unter anderem der Dichter Sergei Jessenin 1921 aus seinem gerade geschriebenen Poem Pugatschow las. In den 1920er-Jahren wurde das Haus 7 aber vor allem durch die hier eingerichtete Künstlerwerkstatt MASTFOR bekannt, ein kleines Theater, das vom deutschstämmigen Regisseur Nikolai Foregger (ursprünglich: Freiherr von Greifenthurn) gegründet worden war. Die Vorstellungen dieses Schauspielhauses galten zum Teil als recht frivol und waren daher in Intelligenzkreisen umstritten. Dennoch wirkten an den Aufführungen einige junge Künstler mit, die es später zur Berühmtheit gebracht haben, darunter die Regisseure Sergei Jutkewitsch und Sergei Eisenstein sowie der futuristische Dichter Wladimir Majakowski. Die Künstlerwerkstatt MASTFOR existierte zwei Jahre lang, von 1922 bis 1924.

#### Das „Geisterhaus“ (Haus Nr. 14)

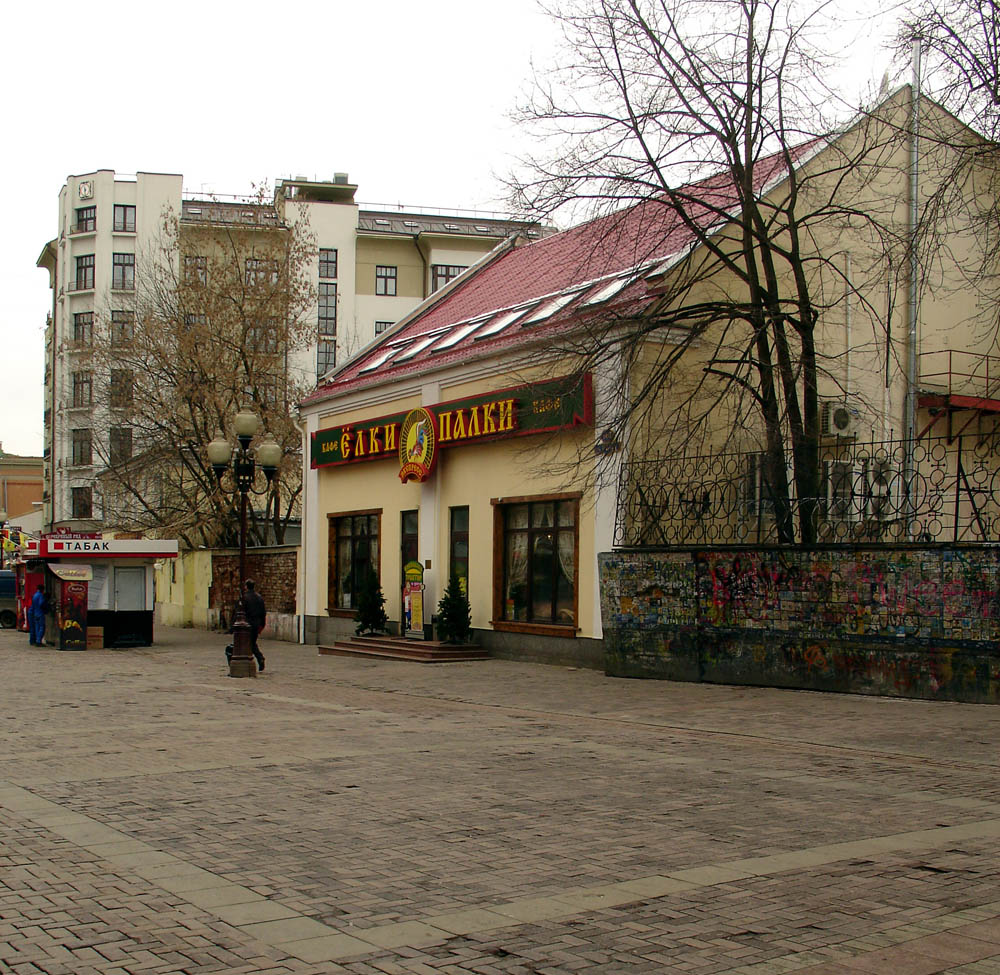
Das heutige Haus 14 ist eher unscheinbar und beherbergt ein Restaurant. Die Mauer rechts davon grenzt das Grundstück ab, auf dem einst das Geisterhaus stand.

Das ehemalige Haus am Arbat 14 ist im Jahre 1941 den deutschen Luftangriffen zum Opfer gefallen. Bei dem Gebäude handelte es sich um ein Empire-Herrenhaus, das im 18. Jahrhundert dem Petersburger Landrichter Manukow gehörte. Dieser überließ das Haus 1728 als Mitgift seiner Tochter anlässlich deren Hochzeit mit Wassili Suworow, einem Offizier des elitären Preobraschenski-Regiments und Vater des späteren berühmten Heerführers Alexander Suworow. Letzterer wurde 1730 aller Wahrscheinlichkeit nach genau in diesem Haus geboren.
In der ersten Hälfte des 19. Jahrhunderts gehörte das Haus dem bekannten Staatsarchivar Michail Obolenski. Ziemlich berüchtigt wurde es aber als Geisterhaus gegen Ende des Jahrhunderts. Viele Nachbarn berichteten damals, nachts seien im leerstehenden Gebäude merkwürdige Geräusche, manchmal auch Klopfen und Schreie, zu hören. Diese Gerüchte breiteten sich bald über ganz Moskau aus und lösten unzählige Spekulationen aus: Mal war die Rede vom unerlösten Geist eines ehemaligen Mieters des Hauses, der dort zusammen mit seiner gesamten Familie Selbstmord begangen hatte, mal von einem Treffpunkt der Moskauer Satanisten. Schließlich ließ die Stadtverwaltung das Haus von der Polizei umstellen und gründlich untersuchen – und diese fand dort schließlich eine Gruppe von Kriminellen, die sich vor der Staatsmacht versteckt und sich offenbar nur nachts aus ihrem Versteck getraut hatten. Die Legende von einem Geisterhaus hatte sich bis dahin aber schon so weit verbreitet, dass sie in Dokumentationen des bekannten Publizisten und Stadthistorikers Wladimir Giljarowski Erwähnung gefunden hat.
Bis heute ist die Stelle, an der das Geisterhaus stand, nicht bebaut. Die Hausnummer 14 gehört einem kleinen Restaurantgebäude links davon, während sich an der Stelle des zerstörten Hauses ein kleiner Garten befindet, der vom Arbat durch eine Mauer getrennt ist.

#### Nikolaus-Erscheiner-Kirche

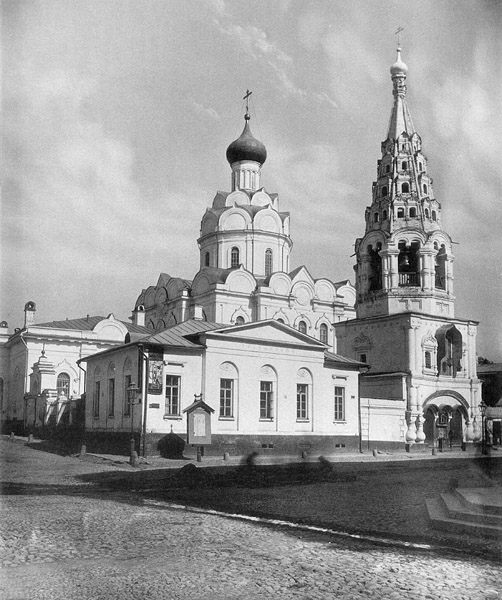
Nikolaus-Erscheiner-Kirche, 19. Jahrhundert

An der Stelle des heutigen Hauses 16, direkt an der Ecke zur Serebrjany-Gasse, stand bis Anfang der 1930er-Jahre mit der Nikolaus-Erscheiner-Kirche (auch Nikola-Jawlenny-Kirche, Церковь Николы Явленного) eines der vormals zahlreichen russisch-orthodoxen Kirchengebäude der Arbat-Gegend. Es war dem in Russland vielfach verehrten Heiligen Nikolaus von Myra geweiht worden. Ende des 16. oder Anfang des 17. Jahrhunderts von den damals am Arbat ansässigen Strelizen errichtet, galt dieses Gotteshaus architektonisch als eines der schönsten im Stadtteil: Besonders sein spitzer Glockenturm, dessen Dachkonstruktion von insgesamt 40 für altrussische Sakralbauten typischen, dekorativen Bogenfensterchen geziert wurde, war an dem Gebäude auffallend.
Bekannt wurde die Nikolaus-Erscheiner-Kirche auch durch eine moderne Sage, wonach sie während des Kriegs gegen Napoleon 1812 dem französischen Marschall Joachim Murat auf seinem Feldzug Richtung Kreml als Zwischenstopp gedient hatte. Genau diese Legende hat später Leo Tolstoi in seinem Historienroman Krieg und Frieden adaptiert. Dort heißt es:
„In der vierten Nachmittagsstunde zogen Murats Truppen in Moskau ein. Voran ritt eine Abteilung Württemberger Husaren, ihnen folgte zu Pferde mit großem Gefolge der König von Neapel in Person.“
„Etwa in der Mitte des Arbat, nahe bei der Nikola-Jawlennyj-Kirche, hielt Murat an und wartete auf die Meldung der Vorhut über die Lage bei der Zitadelle der Stadt ‚le Kremlin‘.“
„Um Murat sammelte sich ein Häuflein von Einwohnern Moskaus, die in der Stadt geblieben waren. Alle betrachteten mit scheuem Staunen den seltsamen, mit Federn und Gold geschmückten, langhaarigen Heerführer.“
Aber auch eine solche historische Bedeutung konnte die Kirche nicht vor den massenhaften Zerstörungen der russischen Gotteshäuser in den frühen Jahren der Stalin-Herrschaft bewahren: Die Nikolaus-Erscheiner-Kirche wurde 1929 geschlossen und 1931, fast zeitgleich mit vielen weiteren wichtigen Moskauer Kirchen (darunter der monumentalen Christ-Erlöser-Kathedrale), samt Glockenturm abgetragen.

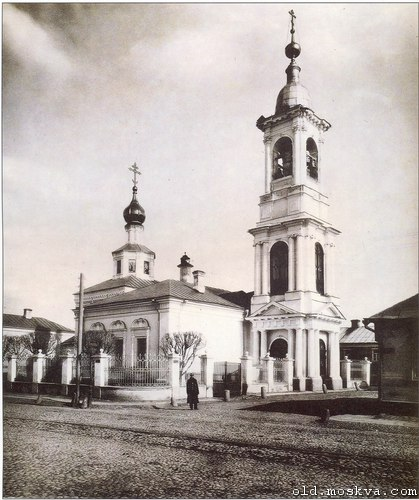
Die ehemalige Nikolaus-Kirche an der Plotnikow-Gasse im 19. Jahrhundert

#### Nikolaus-Kirche an der Plotnikow-Gasse
An der Ecke des Arbat zur Plotnikow-Gasse, unter der Hausnummer 45, steht heute ein 1935 erbautes Wohngebäude, das im Wesentlichen der stalinistischen Architektur zuzuordnen ist. Bis in die 1990er-Jahre befand sich in seinem Erdgeschoss ein großer Lebensmittelladen, und die Wohnungen oberhalb wurden an Parteifunktionäre und besonders verdiente Bürger vergeben. Prominente Bewohner des Hauses waren unter anderem die Schriftstellerin Marietta Schaginjan und der Polarforscher Iwan Papanin.
An der Stelle des Hauses stand bis zu ihrem Abriss im Jahr 1932 eine Kirche, die im frühen 17. Jahrhundert errichtet wurde und ursprünglich den Bewohnern der Zimmermann-Siedlung als Gotteshaus gedient hatte. Wie die Nikolaus-Erscheiner-Kirche, wurde auch dieses Gotteshaus nach dem Heiligen Nikolaus von Myra benannt. Insgesamt gab es am Arbat und rundherum drei Nikolaus-Kirchen; die dritte von ihnen war die Kirche auf dem Sand, von dessen Brand 1493 die schriftlich überlieferte Geschichte des Arbat angefangen hatte. Sie befand sich nicht direkt auf dem Arbat, sondern in der nahe gelegenen Nikolopeskowski-Gasse (Николопесковский переулок).

## Belege